# Albert Eitel

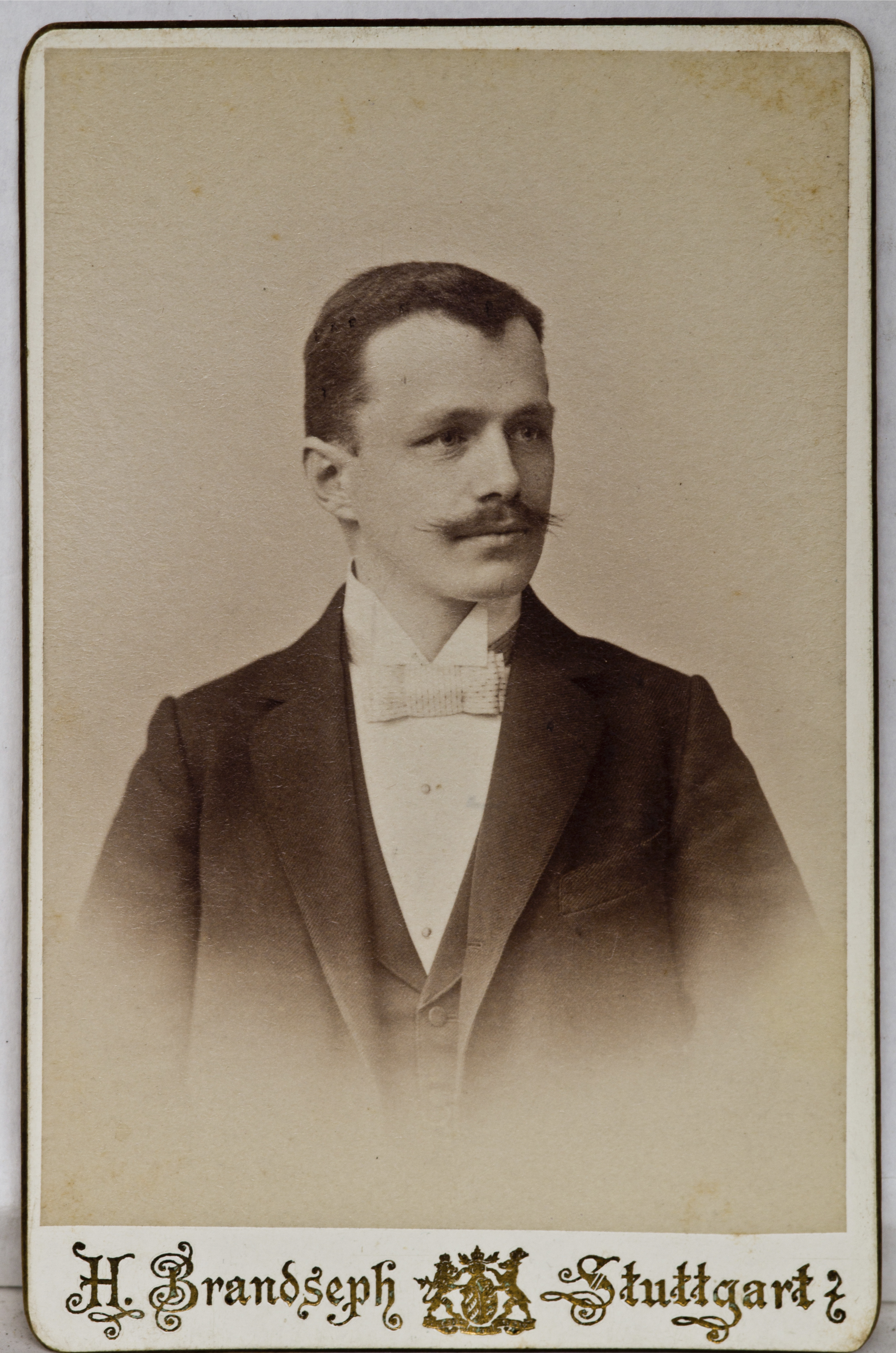
Albert Eitel 1907 oder früher – Foto: Hermann Brandseph

Albert Eitel (* 29. Januar 1866 in Stuttgart; † 25. August 1934 ebenda) war ein deutscher Architekt, der dem Historismus und der Reformarchitektur zugerechnet wird. Die überwiegende Zahl der ca. 100 von ihm (teilweise zusammen mit Eugen Steigleder) erbauten Gebäude befindet sich in Stuttgart und Umgebung. Der größte Teil ist bis heute erhalten und steht teilweise unter Denkmalschutz.
Hinweis: Der Standort von Stuttgarter Gebäuden wird in der Regel nur durch die Straße ohne Ortsnamen angegeben.

## Leben
Eitel wurde in der Münzstraße 5 in Stuttgart geboren, wo seine Eltern zur Miete wohnten. Sein Vater Emil Eitel (1840–1938) war Sohn eines Bäckers und Enkel eines Rotgerbers und arbeitete sich vom Galanteriewarenarbeiter zum Ledergalanteriewarenhändler (1867–1868) und schließlich zum Portefeuillefabrikanten hoch (1868–1890). Die Galanteriewarenherstellung war sehr einträglich und machte Emil Eitel zu einem reichen Mann. Neben wechselnden Villen, die er von renommierten Architekten und ab 1898 von seinem Sohn erbauen ließ, besaß er zwei große Geschäftshäuser in bester Innenstadtlage. Die letzten 48 Jahre seines Lebens verbrachte er als Privatier und handelte mit Grundstücken und Immobilien. Er starb vier Jahre nach seinem Sohn Albert mit fast 98 Jahren.
Eitels Mutter Charlotte Eitel geb. Trost (1842–1917) stammte aus einer Stuttgarter Weingärtnerfamilie. Sie gebar 11 Kinder, von denen drei nicht den ersten Geburtstag erlebten. Albert wurde als zweites Kind geboren. Seine beiden jüngeren Schwestern verheirateten sich mit Kaufleuten. Alberts fünf Brüder wanderten ab 1890 einer nach dem anderen nach Chicago aus. Emil Eitel jun., Karl, Robert und Max Eitel betätigten sich dort als Hotel- und Gastronomie-Unternehmer, und Otto Eitel machte sich einen Namen als Landschaftsgärtner. Zu den „amerikanischen“ Brüdern siehe: Eitel (Brüder).

### Ausbildung

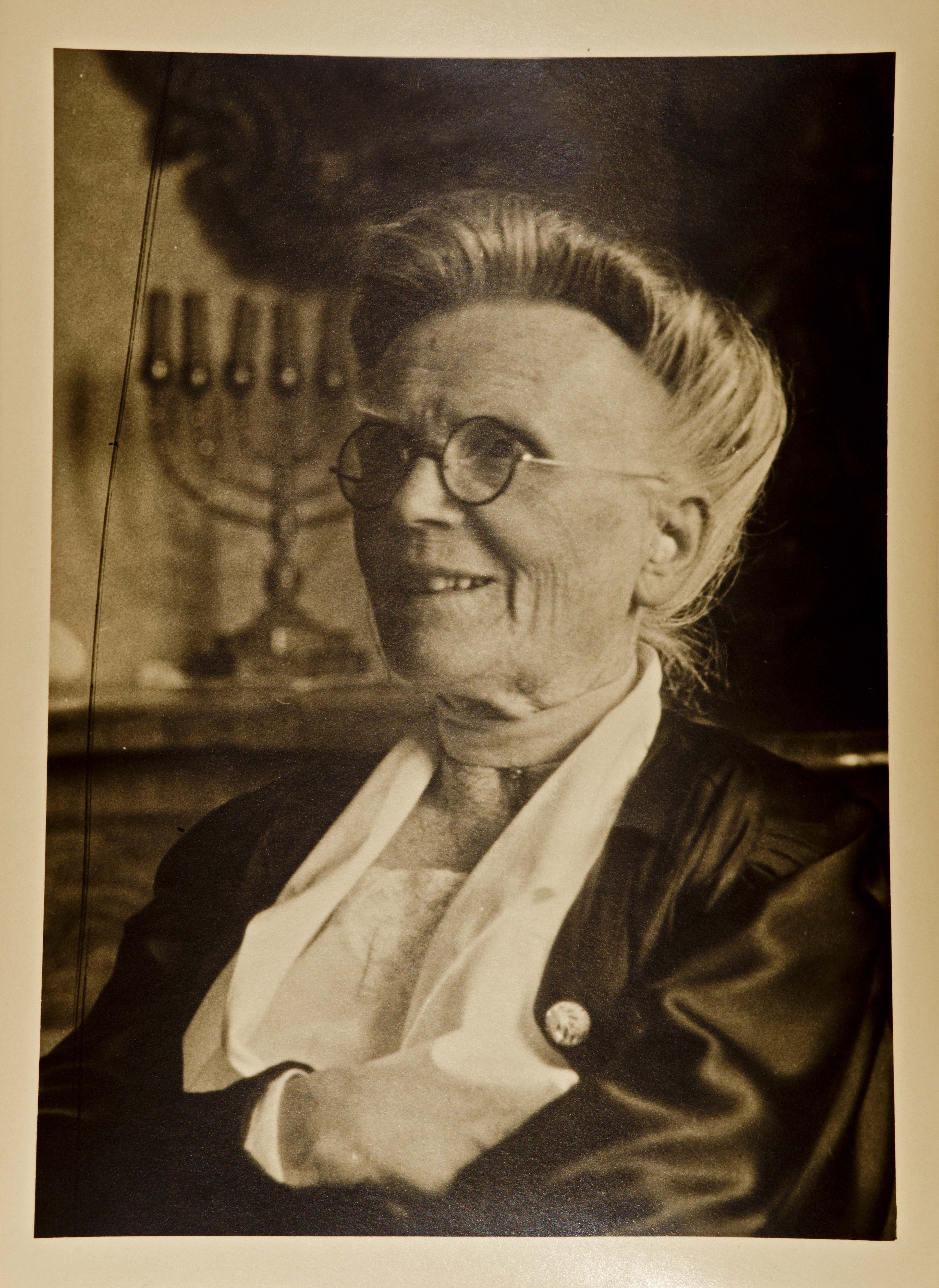
Eitels Frau Elisabeth.

Dank der Wohlhabenheit seines Vaters kam Albert Eitel in den Genuss einer gediegenen Ausbildung. Er absolvierte seine Studien an der Technischen Hochschule Stuttgart sowie in Düsseldorf und Dresden. Danach war er Mitarbeiter in dem Architekturbüro Schilling & Graebner in Dresden und bei Alfred Messel in Berlin. 1896 reiste er nach Chicago, wo er bei seinen Brüdern unterkam, und arbeitete in dem renommierten Architekturbüro D. H. Burnham and Company, damals das größte Architekturbüro in Chicago. Spätestens 1899 kehrte er nach Stuttgart zurück.

### Familie
Am 20. März 1902 heiratete Eitel die um sechs Jahre jüngere Elisabeth Hoffmann (1872–1961), eine Tochter des Stuttgarter Verlegers Julius Hoffmann (1833–1904). Die Hochzeitsreise führte das Ehepaar nach Italien. Die Familie wohnte (außer um 1920) nacheinander in drei Häusern, die Albert Eitel nach eigenen Entwürfen und auf eigene Rechnung erbaute.
Aus der Ehe gingen zwei Kinder hervor. Lore Eitel (1903–1984) wurde Keramikerin und blieb unverheiratet. Hans Eitel (* 9. Juli 1906 in Stuttgart; † 15. Juli 1991 Sigmarszell) wurde ebenfalls Architekt und arbeitete mit seinem Vater in dessen beiden letzten Lebensjahren zusammen, danach als freier Architekt in Stuttgart. 1964 zog er nach Sigmarszell und setzte sich dort zur Ruhe.

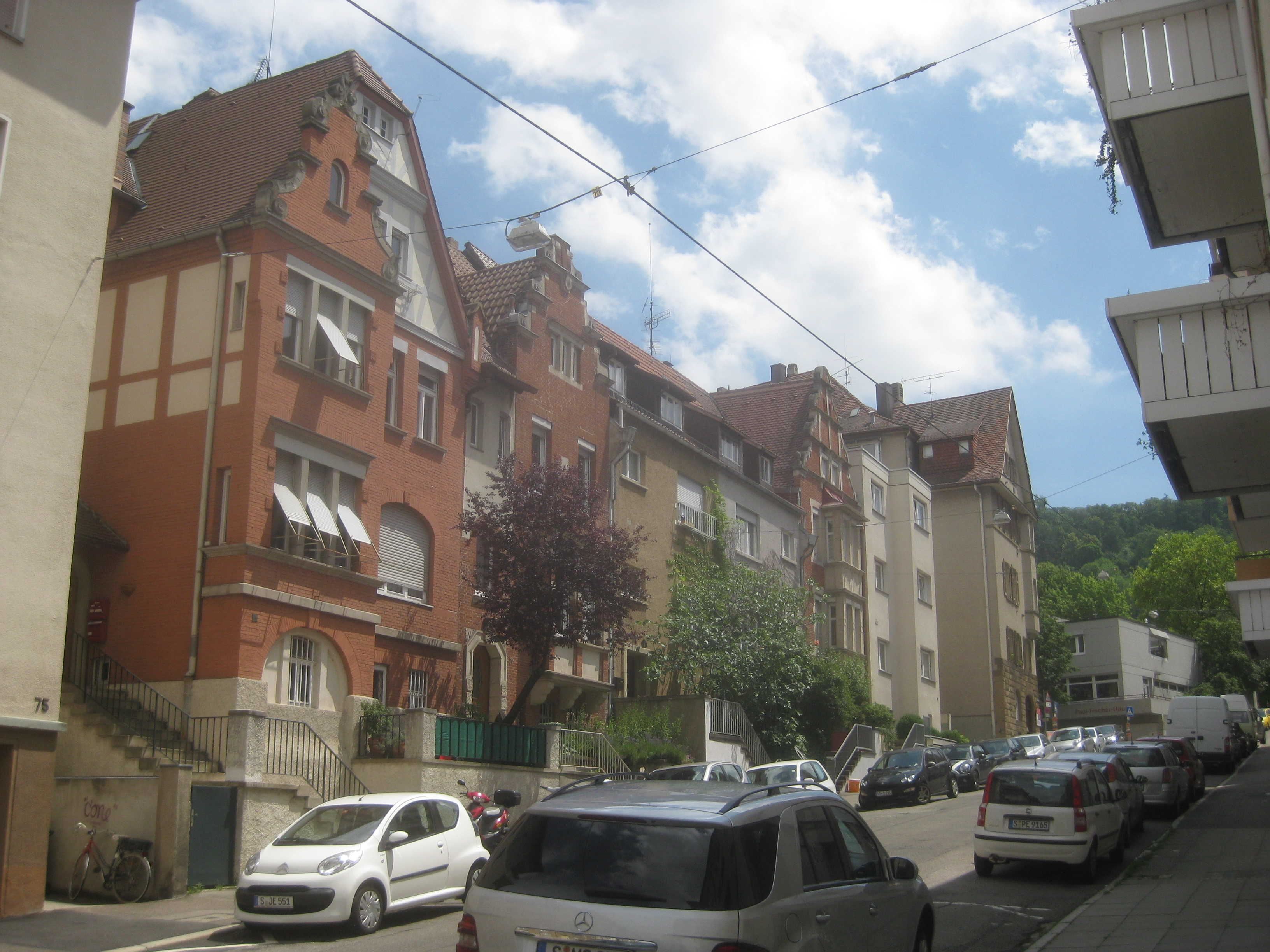
Sechs Einfamilienhäuser, Römerstraße 77–87, Baujahr 1901–1902. In Nr. 83 (viertes Haus von links) wohnten die Eitels 1902–1909.
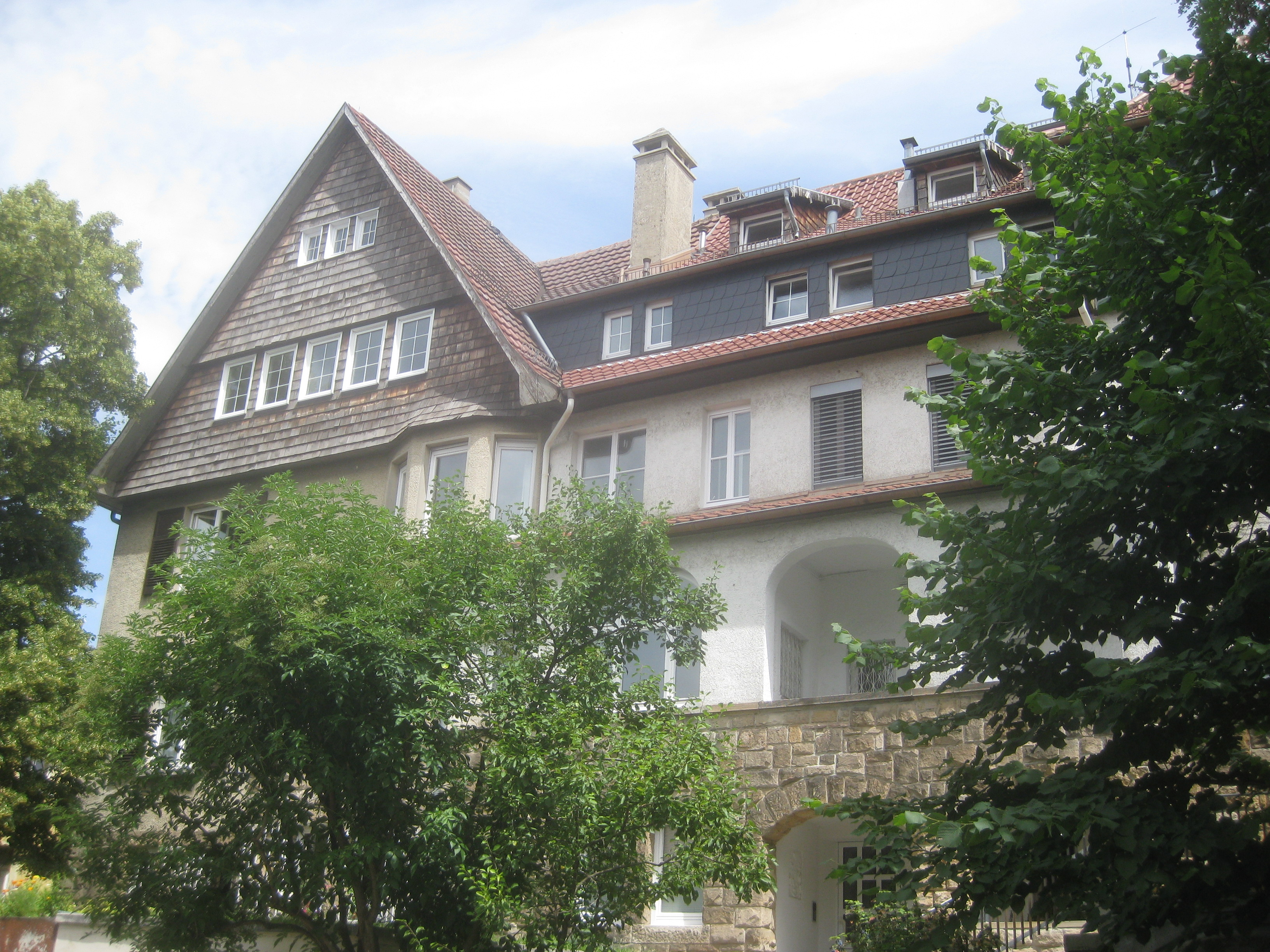
Doppelvilla, Fraasstraße 5–7, Baujahr 1909. In der rechten Haushälfte wohnten die Eitels 1909–1918.
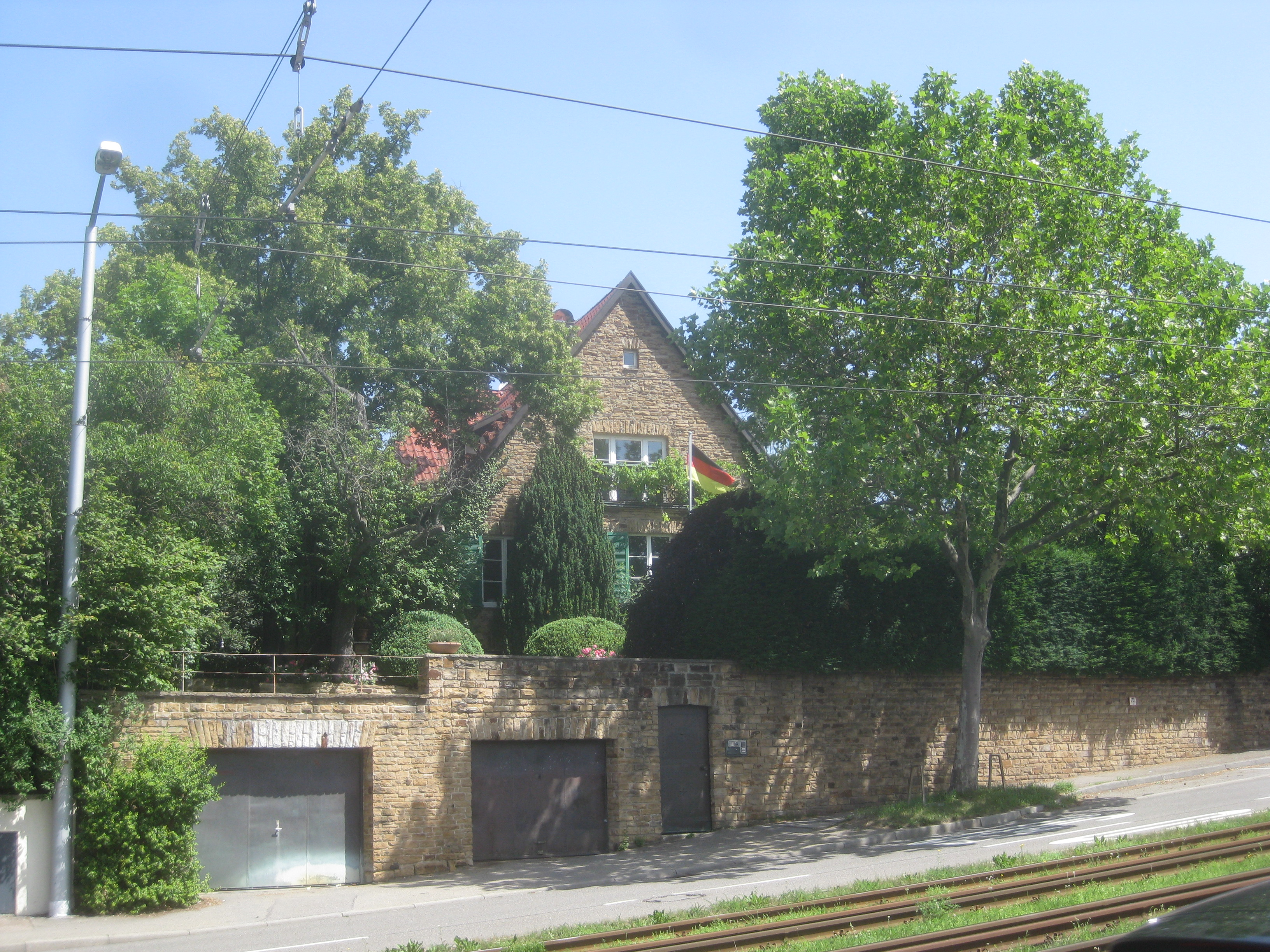
Wohnhaus, Pischekstraße 53, Baujahr 1923. Hier wohnten die Eitels 1923–1935.

### Tod

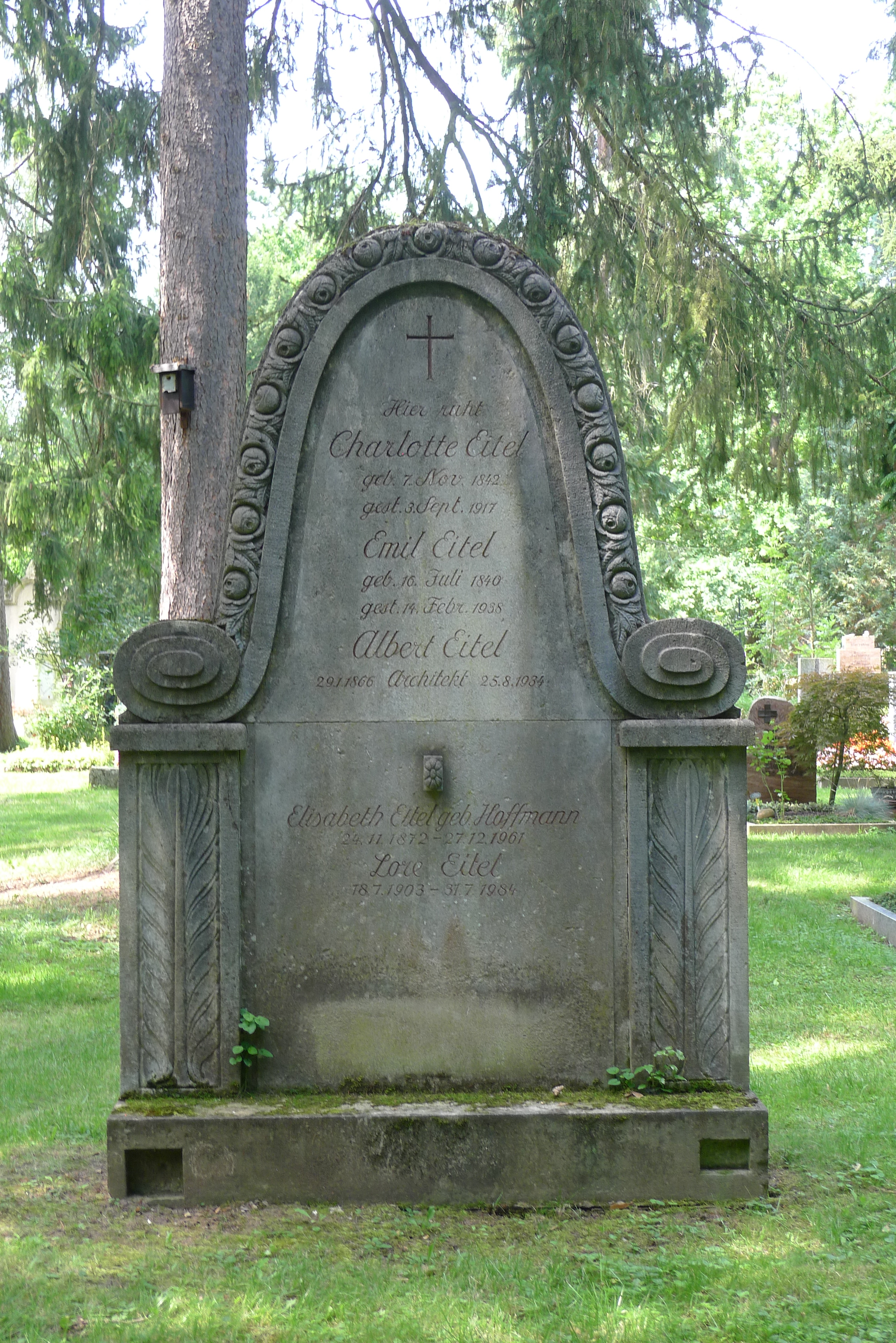
Grab von Albert Eitel auf dem Pragfriedhof Stuttgart

Albert Eitel starb nach kurzem Leiden am 25. August 1934 in Stuttgart und wurde auf dem Pragfriedhof, Abteilung 16, beerdigt. Im gleichen Grab liegen auch seine Eltern, seine Frau und seine Tochter Lore. Der letzte Familienwohnsitz in der Pischekstraße 53 in Stuttgart wurde nach Albert Eitels Tod 1935 verkauft. Die Witwe und die beiden Kinder bezogen im gleichen Jahr das Haus Silberpappelweg 1 im Stadtbezirk Degerloch, das Hans Eitel entworfen hatte.

## Werk
Im Jahr 1899 begann Albert Eitel in Stuttgart seine Arbeit als freier Architekt. Bis zu seinem Tod 1934 baute er allein oder zusammen mit Eugen Steigleder, zuletzt auch mit seinem Sohn Hans über 100 Stadtvillen, Wohn-, Miet- und Siedlungshäuser, öffentliche Bauten und Geschäftshäuser, meist in Stuttgart und Umgebung. In dieser Zahl sind nur die Gebäude enthalten, die in Büchern und Zeitschriften Erwähnung fanden. Sein Haupttätigkeitsfeld war der Bau von Wohnhäusern und Villen (über 70 Gebäude und Siedlungen). Von den erhaltenen Gebäuden sind mindestens 40 in der Liste der Kulturdenkmale eingetragen.
Nach Dietrich W. Schmidt oszillierten Eitels Architekturauffassungen „in der Zeit des Stilpluralismus vor dem 1. Weltkrieg zwischen Historismus, Jugendstil und Neoklassizismus, während sie in der frühen Weimarer Republik von Heimatstil, Protorationalismus und Expressionismus gekennzeichnet sind.“

### Villen und Wohnhäuser
Eitels bürgerliche Wohnhäuser sind zur Jahrhundertwende „noch deutlich von eklektizistischen Tendenzen geprägt, nehmen aber auch (z. B. 1902, 1904 in der Gänsheidestraße) Modeströmungen wie die des „Swiss Cottage“ auf, die sich in Material- und Farbenvielfalt der abwechslungsreichen Fassaden aus Werkstein, Putz und Fachwerk zeigen.“

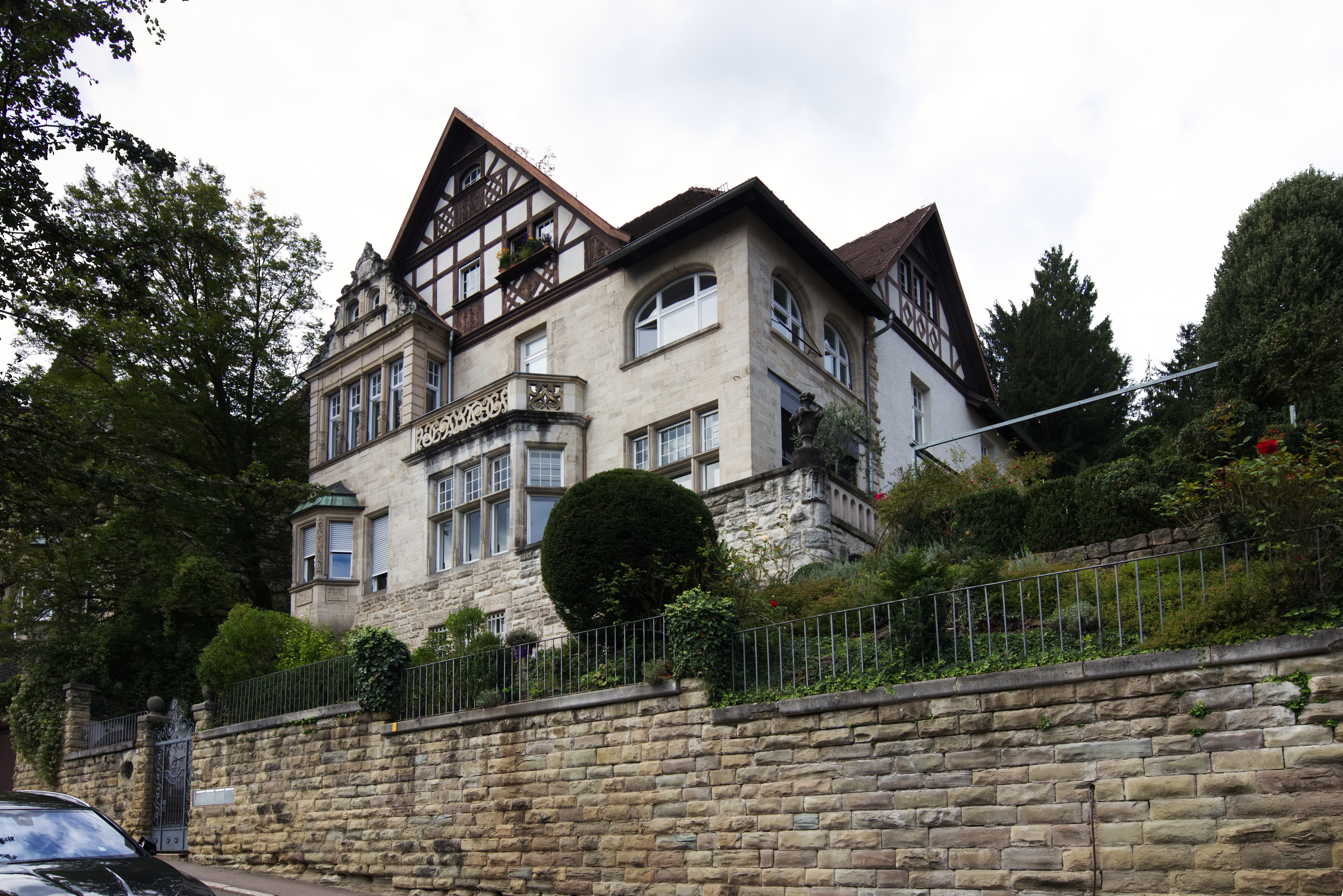
Wohnhaus für Emil Eitel, Humboldtstraße 8, Baujahr 1899–1903.
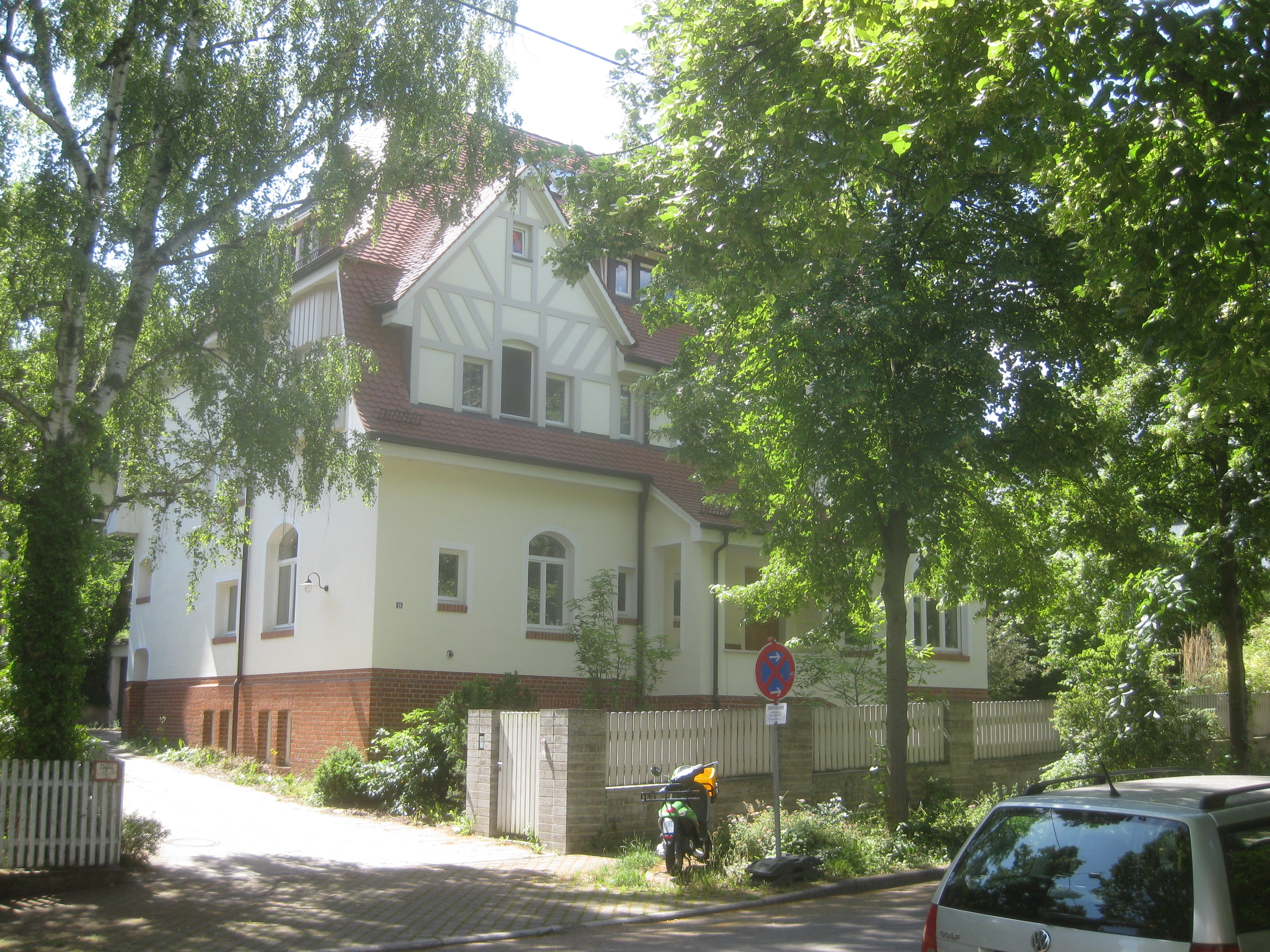
Ehemaliges Landhaus Dr. Paul Milczewsky, Gänsheidestraße 15, Baujahr 1903.
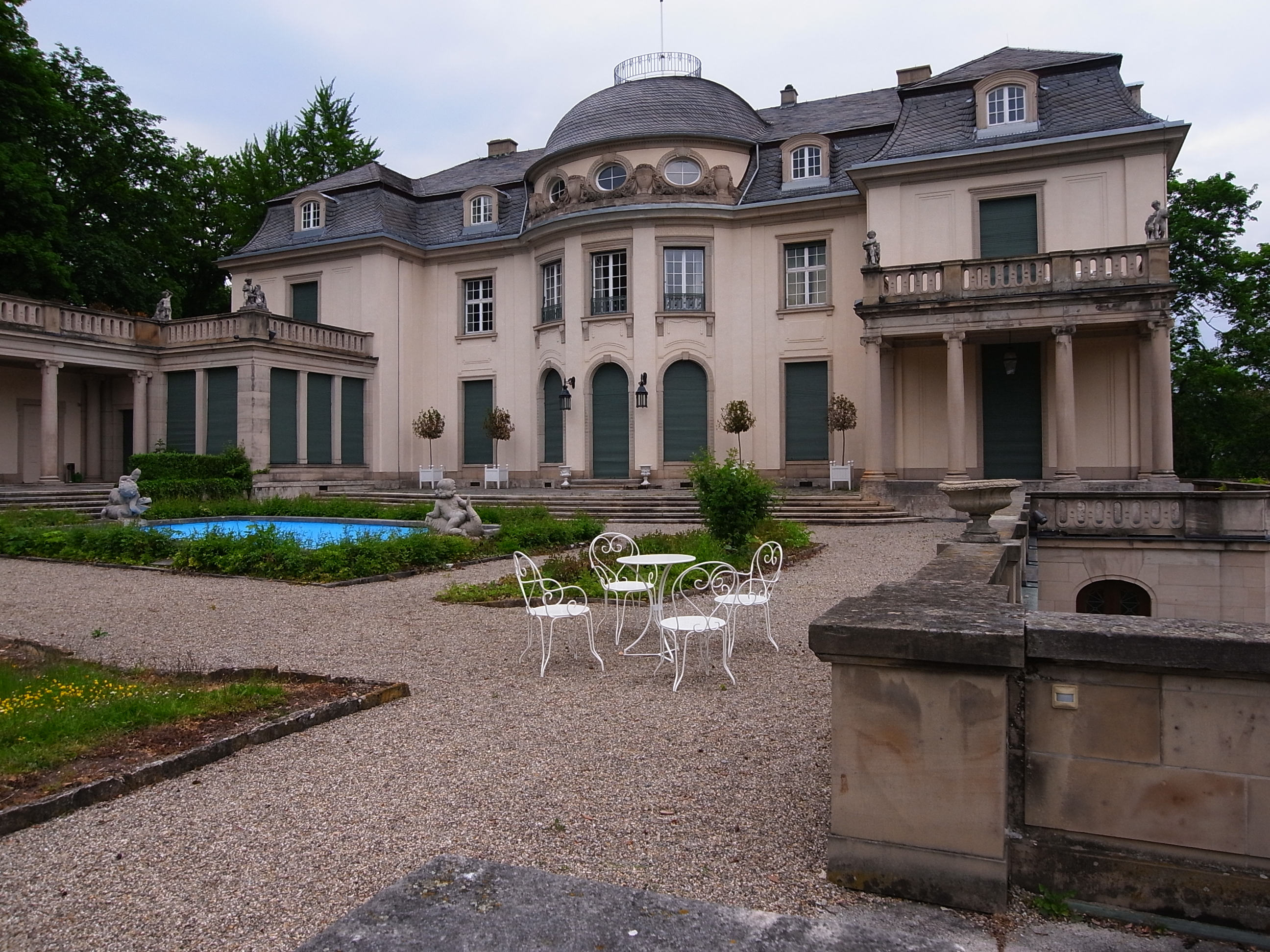
Villa Gemmingen, Baujahr 1910–1911.
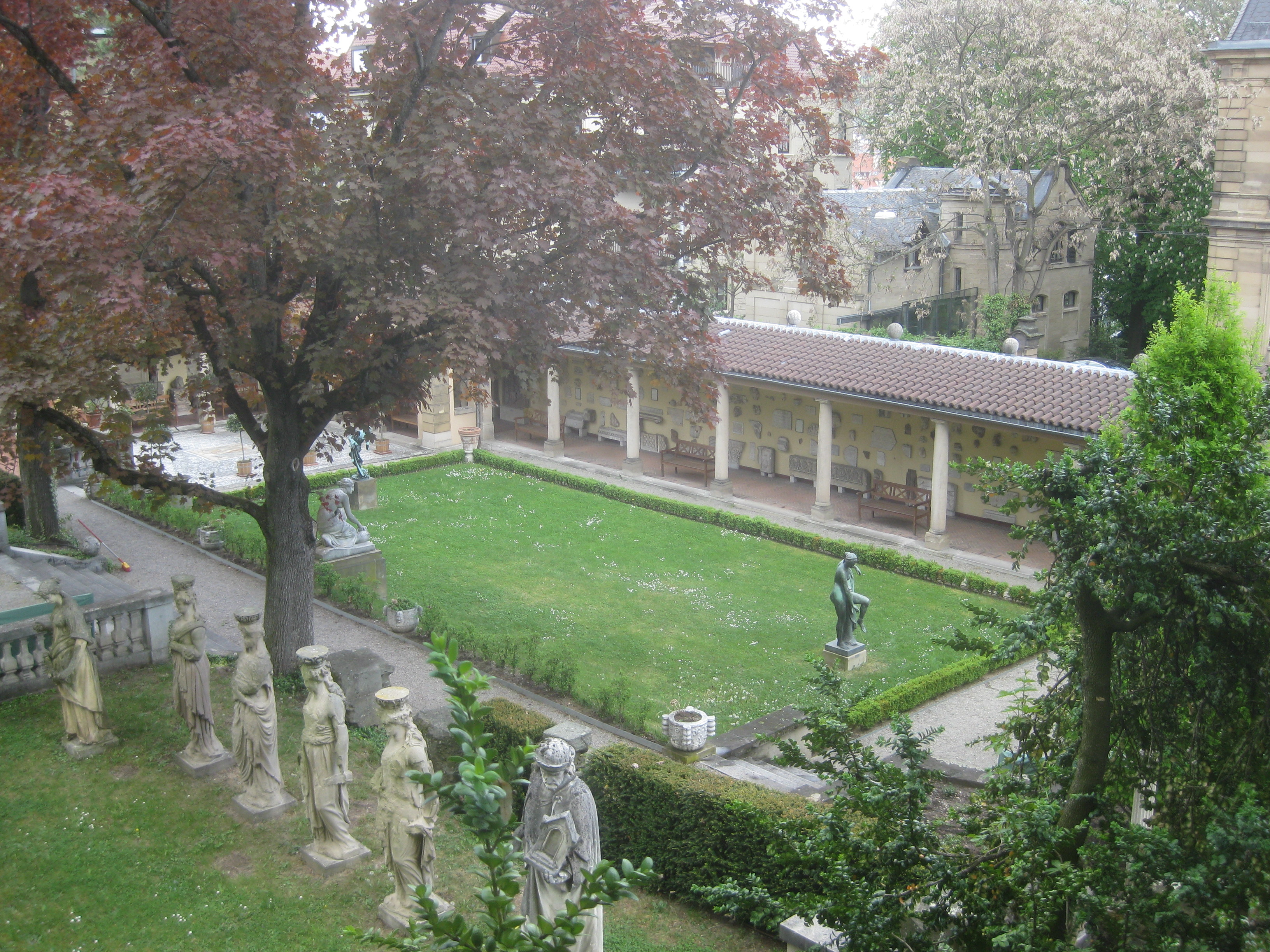
Park der Villa Ostertag-Siegle (Teilansicht), Baujahr 1905, heute Städtisches Lapidarium.
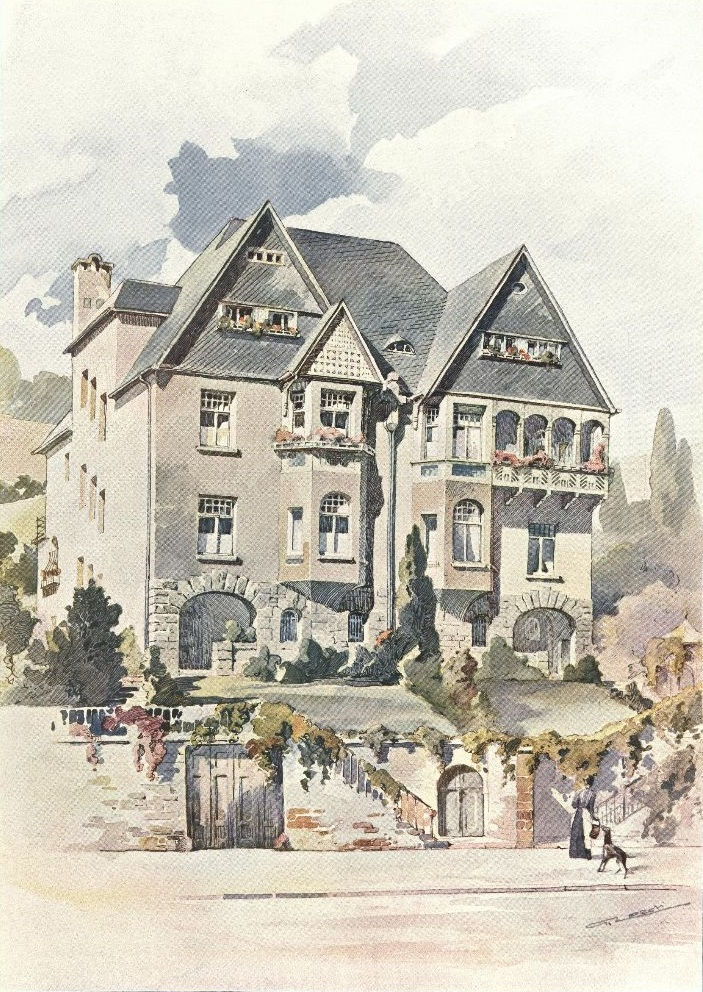
Doppel-Einfamilienhaus in Stuttgart, Werastraße 56 und 58. Außenansicht.

Als eines von Eitels Hauptwerken (das er zusammen mit Steigleder entwarf) wird das Adelspalais der Villa Gemmingen in der Mörikestraße 12 in Stuttgart angesehen (1910–1911). Bauherr war Fritz von Gemmingen-Hornberg (1860–1924), der mit Gustav von Siegles Tochter Dora verheiratet war. Für Siegles Witwe Julie von Siegle (1845–1921) erbaute Eitel vor 1911 in unmittelbarer Nähe an der Stelle des heutigen Biergartens auf der Karlshöhe ein elegantes Gartenwohnhaus im Park der Villa Siegle. Das Gebäude überstand den Zweiten Weltkrieg unversehrt, wurde jedoch nach 1955 abgerissen und durch eine Unterstehhalle für die Bundesgartenschau 1961 ersetzt. Neben der Villa Ostertag-Siegle in der Mörikestraße 24 legte Eitel für den Industriellen Carl von Ostertag-Siegle einen Park an, der sich an italienischen Terrassengärten der Renaissance orientierte. Aus der privaten Anlage ging 1950 das Städtische Lapidarium Stuttgart hervor.

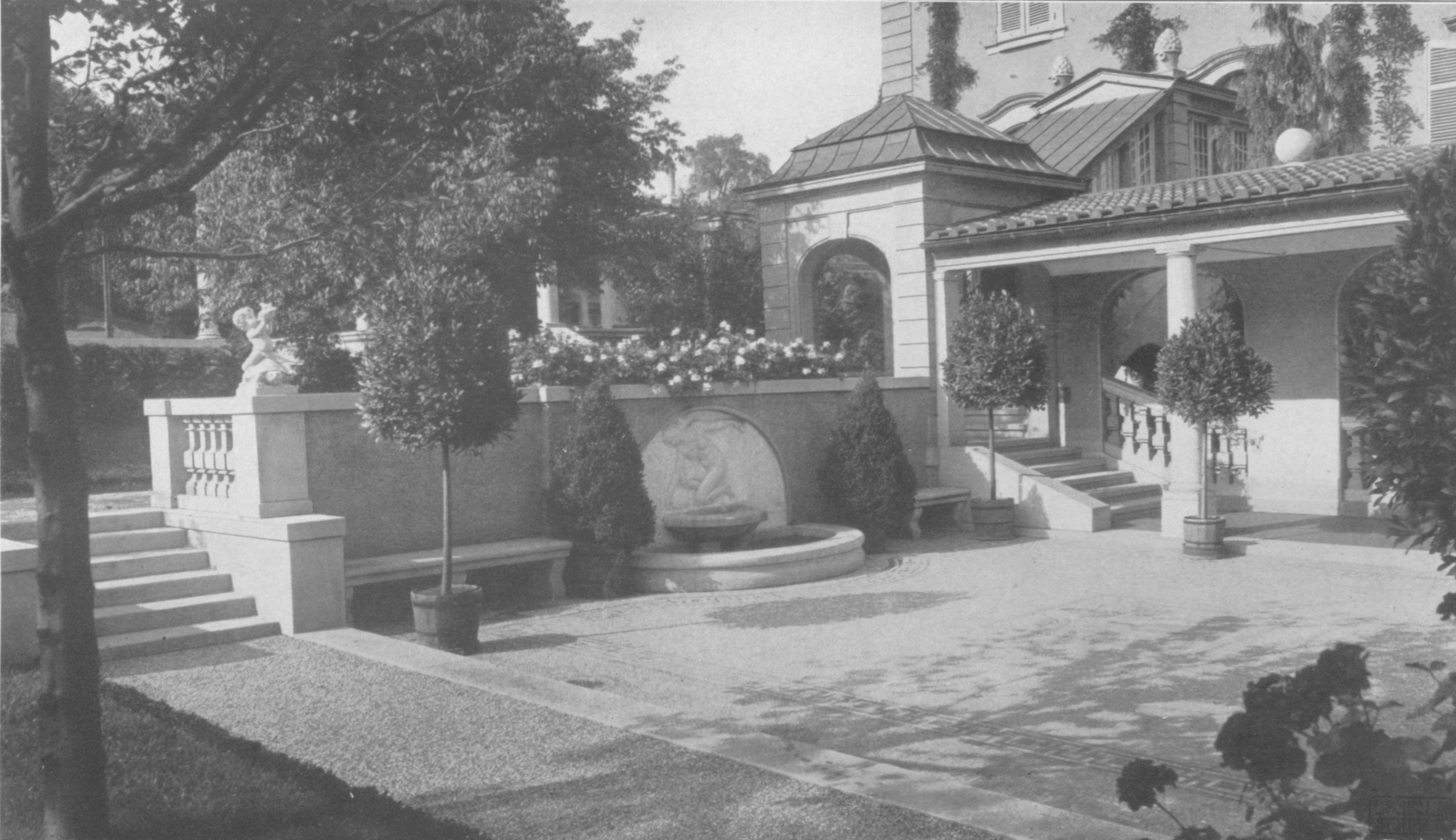
Park der Villa Ostertag-Siegle. Foto 1909.
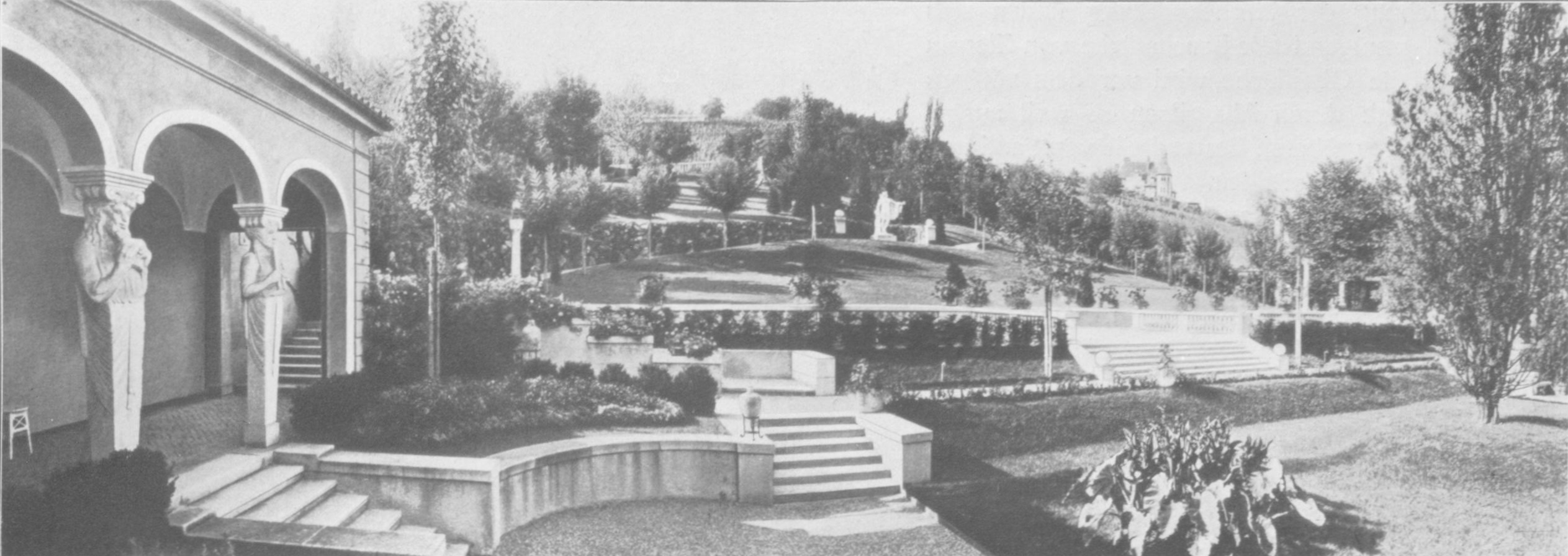
Dito.
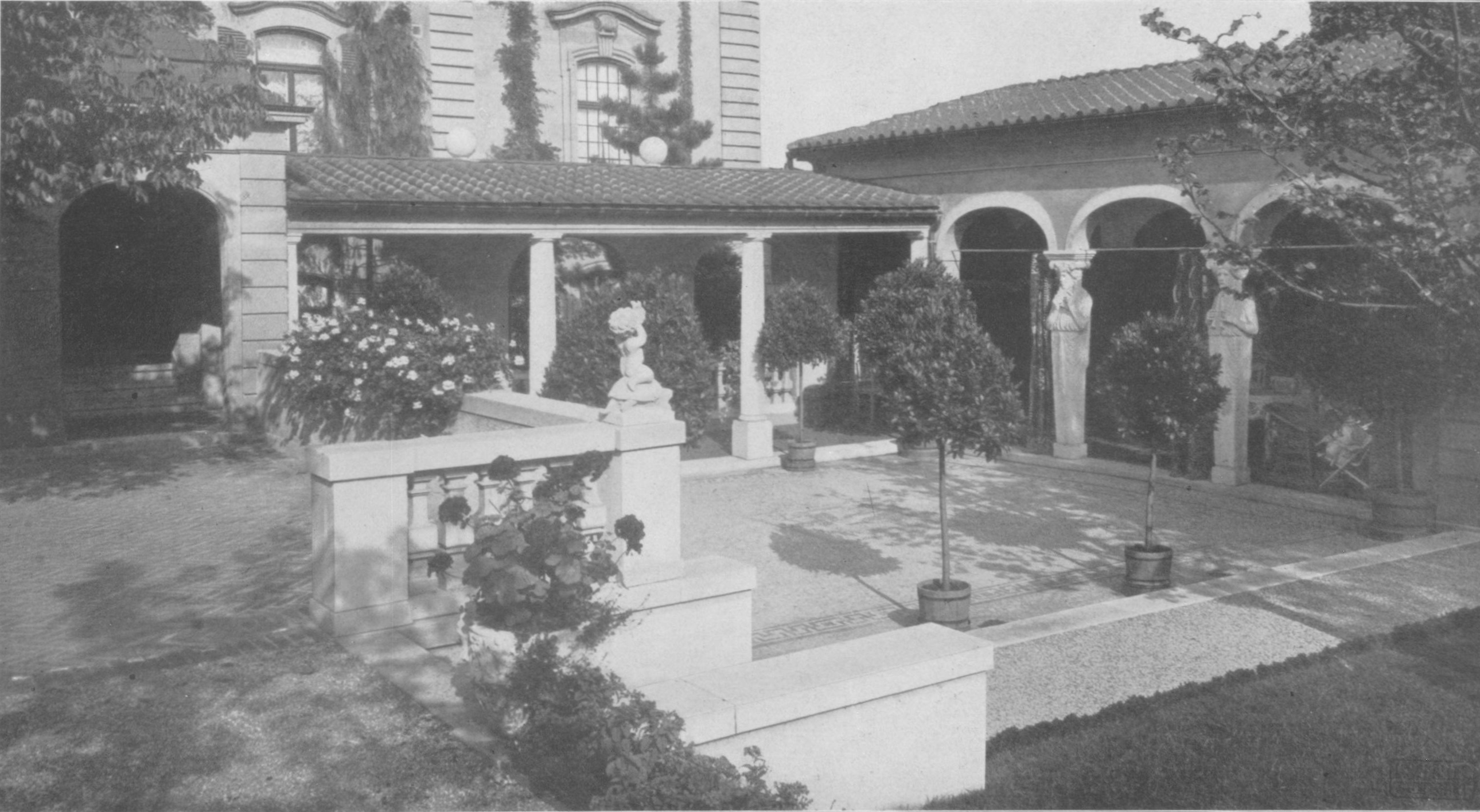
Dito.

### Öffentliche Gebäude
Als Gewinner eines „Preisausschreibens für ein Wirtschaftsgebäude am Kursaal in Cannstatt“ errichtete Albert Eitel 1906 bis 1908 den Jugendstilbau des Kleinen Kursaals, der sich harmonisch an den Großen Kursaal von Nikolaus von Thouret anschloss. Zusammen mit Steigleder baute er das Alte Schauspielhaus Stuttgart (1909) und den Wilhelmsbau des Karl-Olga-Krankenhauses (1910). Außerdem war Eitel an der Planung des UFA-Palasts in der Bolzstraße (1925) und des Hindenburgbaus gegenüber dem Hauptbahnhof beteiligt (1926–1929).

### Geschäfts- und Verwaltungsbauten

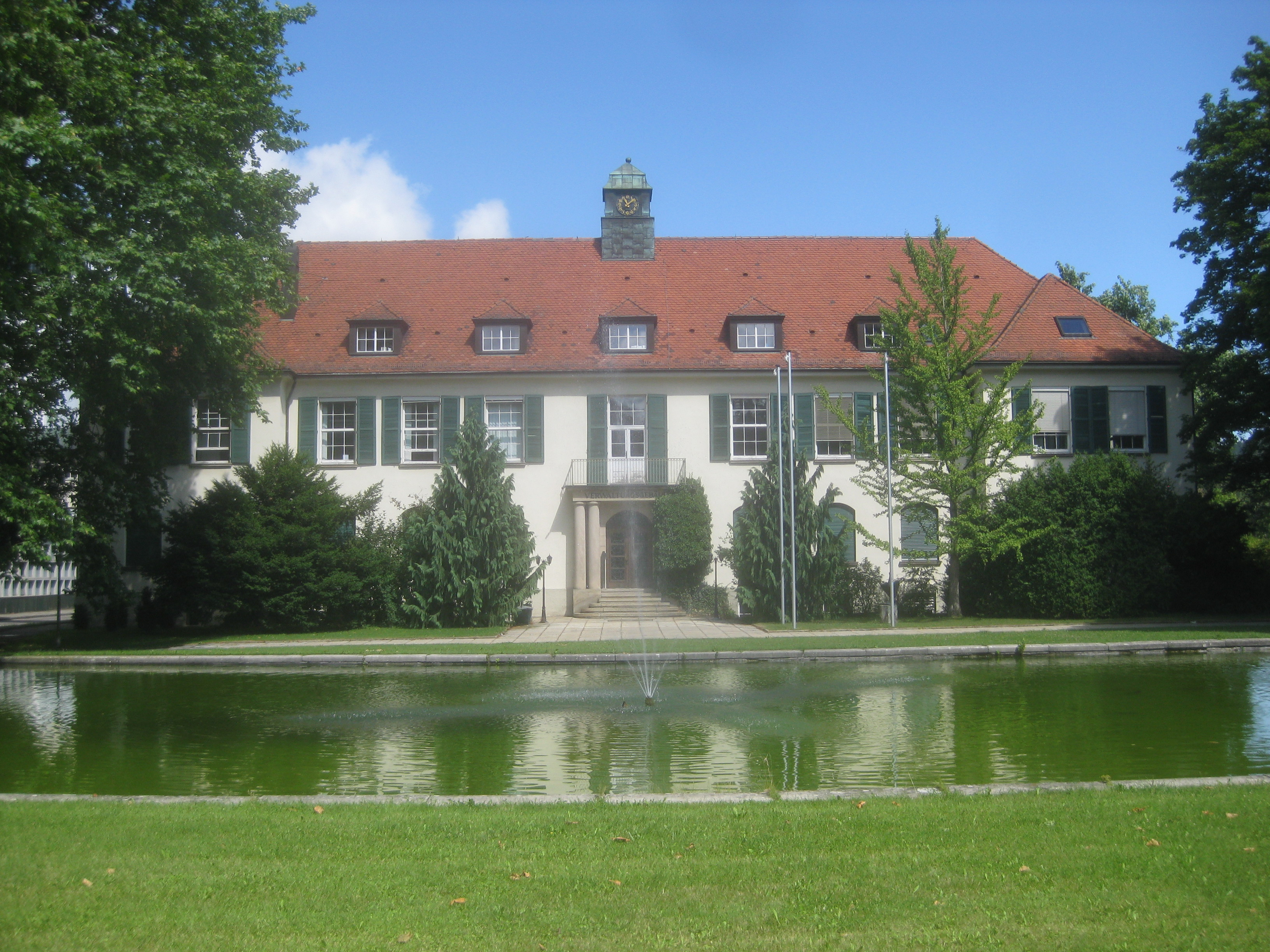
Verwaltungsgebäude der Papierfabrik Scheufelen in Oberlenningen, Baujahr vor 1915

Albert Eitel erbaute drei repräsentative (heute zerstörte) Geschäftshäuser in Stuttgart:
- 1906–1907: WMF-Geschäftshaus in der Königstraße 31B. Das Haus wurde in der Zeit von nur einem Jahr für 400.000 Mark[19] nach den Plänen von Albert Eitel und dem zehn Jahre jüngeren Architekten Eugen Steigleder erbaut.[20] Dies war das erste Gebäude, das Eitel und Steigleder gemeinsam erbauten.
- 1908: Kaiserhof, Warenhaus Geschwister Knopf in der Marienstraße 10 in Stuttgart, zusammen mit Steigleder. Das Haus gehörte Emil Eitel.
- 1912: Württemberger Kunstgewerbehaus von Johannes Rominger (Romingerbau), ein Kaufhausgebäude in der Königstraße 35, das Eitels Vater und ihm selbst gemeinsam gehörte.[21]

In der Johannesstraße 86 baute Eitel 1916 ein Verwaltungsgebäude für die Landwirtschaftliche Genossenschafts-Zentralkasse, welches heute das Arbeitsgericht beherbergt. In den Jahren 1925 bis 1926 entwarf er die künstlerische Innenausstattung des Bismarck Hotel in Chicago und zusammen mit dem Architekturbüro Rapp and Rapp dessen Fassade.

### Siedlungsbau
Siehe auch: Albert Eitel, Siedlungsbau (Wikimedia Commons).
Außer Villen und Einfamilienhäusern baute Eitel auch Doppelhäuser und Hausgruppen, z. B. einen Block mit sechs Einfamilienhäusern in der Römerstraße 77–87 (1901–1902, siehe Abbildung). Von 1918 bis 1934 übernahm er mehrere Siedlungsbauprojekte, die er allein abwickelte oder an denen er zusammen mit anderen Architekten beteiligt war:
- 1918–1919: Wangener Kleinwohnungssiedlung, Carré aus 10 dreieinhalbstöckigen Miethäusern und 12 zweieinhalbstöckigen Einfamilienhäusern.
- 1919–1920: Durlehausiedlung in Stuttgart-Weilimdorf zusammen mit Paul Bonatz und Friedrich Eugen Scholer, vier Häuserblocks mit anderthalbstöckigen Doppelhäuschen.
- 1922: Arbeitersiedlung der Kammgarnspinnerei Merkel & Kienlin in Esslingen.
- 1927–1928: Städtische Wohnsiedlung an der Sickstraße mit drei dreieinhalbstöckigen Doppelhäusern.
- 1933: Albert Eitel und sein Sohn Hans waren, neben 22 anderen Architektenbüros und Einzelarchitekten, am Bau der Kochenhofsiedlung mit einer Doppelhaushälfte beteiligt.
- 1934–1939: Albert Eitel und sein Sohn Hans bauten den Bauabschnitt Botnanger Straße 6–14 der Vogelsangsiedlung.

Nach Dietrich W. Schmidt ist im „Spätwerk der frühen 30er Jahre (… Kochenhofsiedlung … Vogelsangsiedlung) … eine deutliche Annäherung an die konservative Auffassung der Stuttgarter Schule von Paul Schmitthenner erkennbar.“

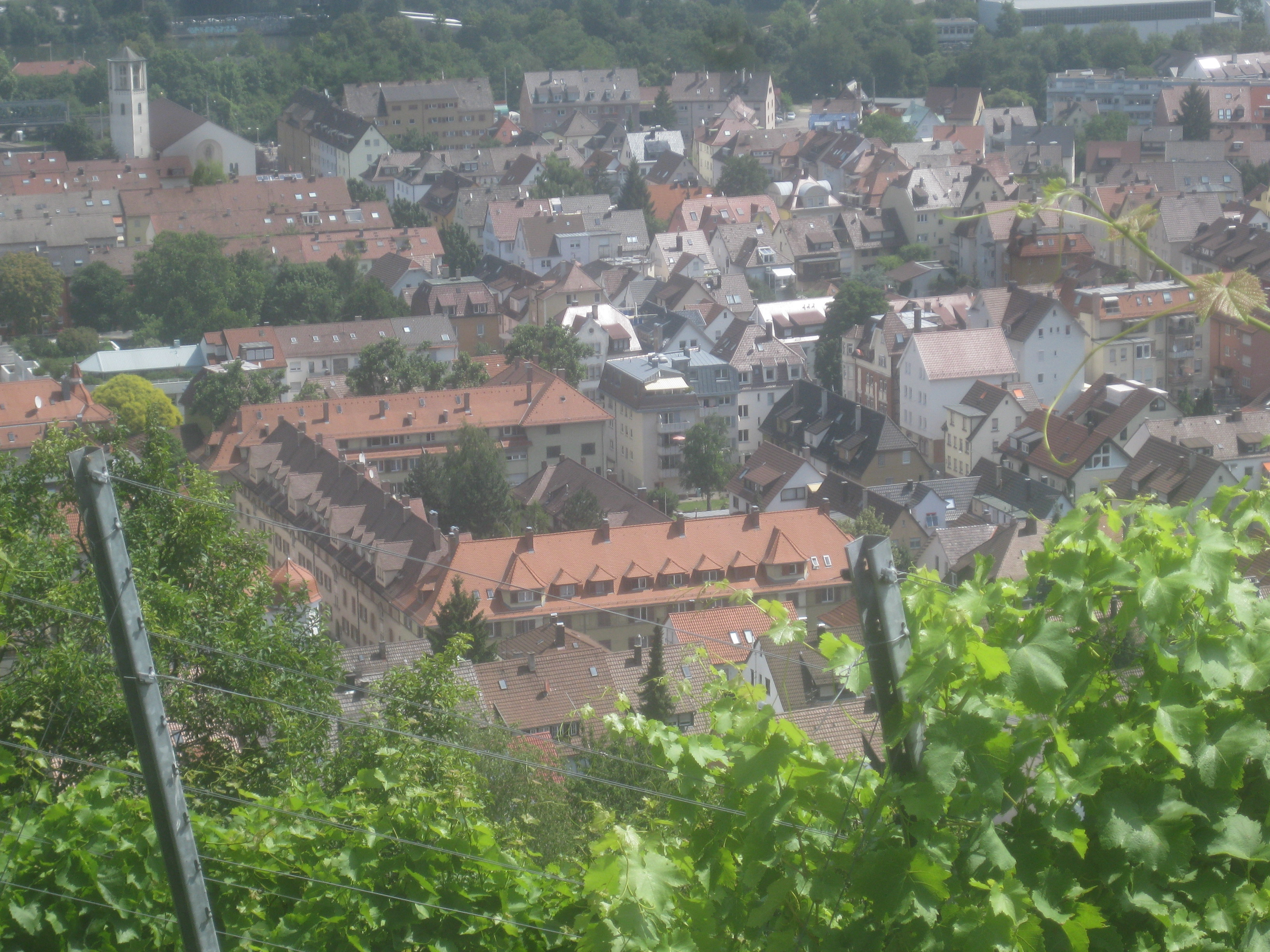
Wangener Kleinwohnungssiedlung, Baujahr 1918–1919.
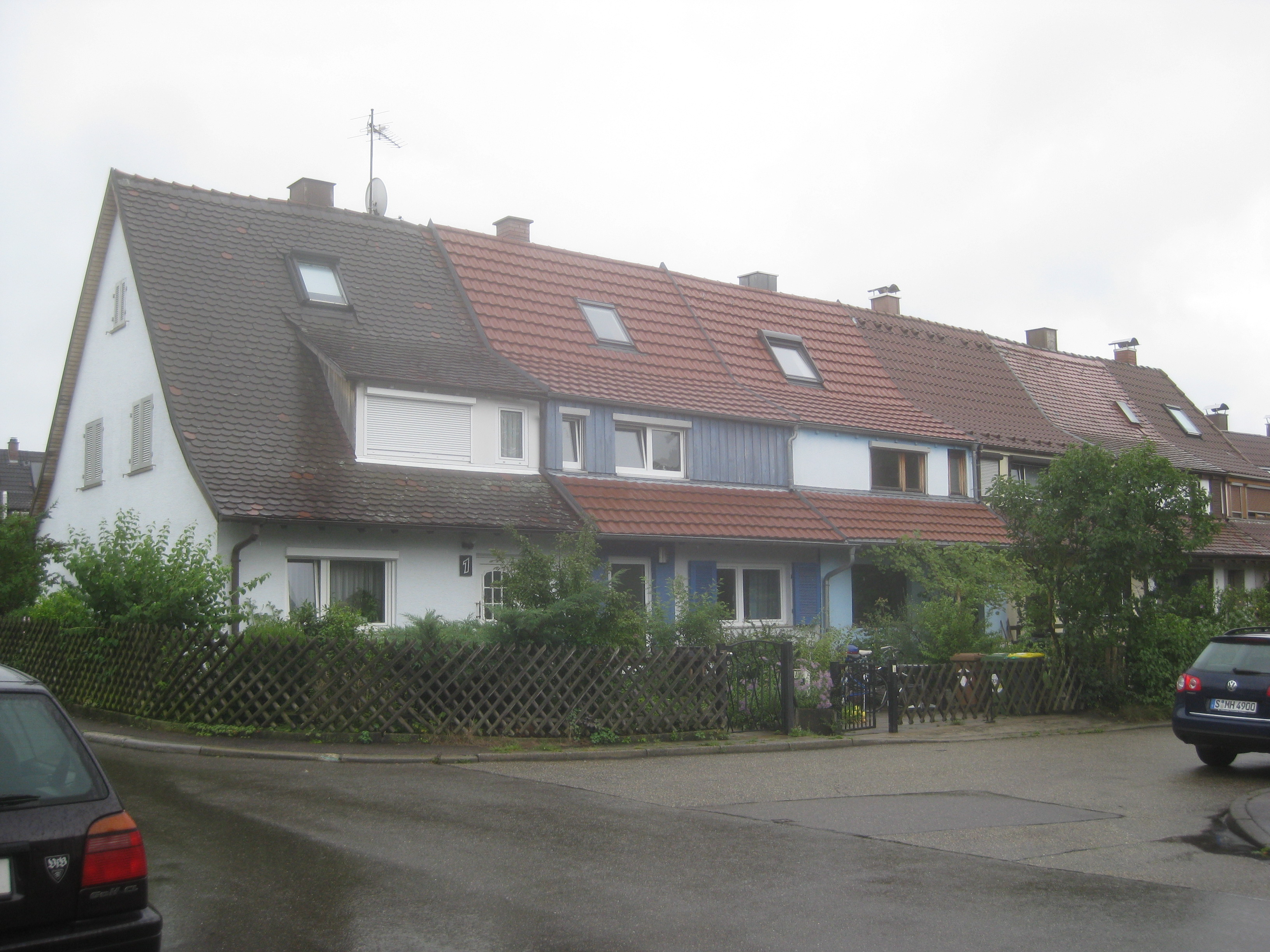
Durlehausiedlung, Sickingenstraße 1–17, Baujahr 1919–1920.
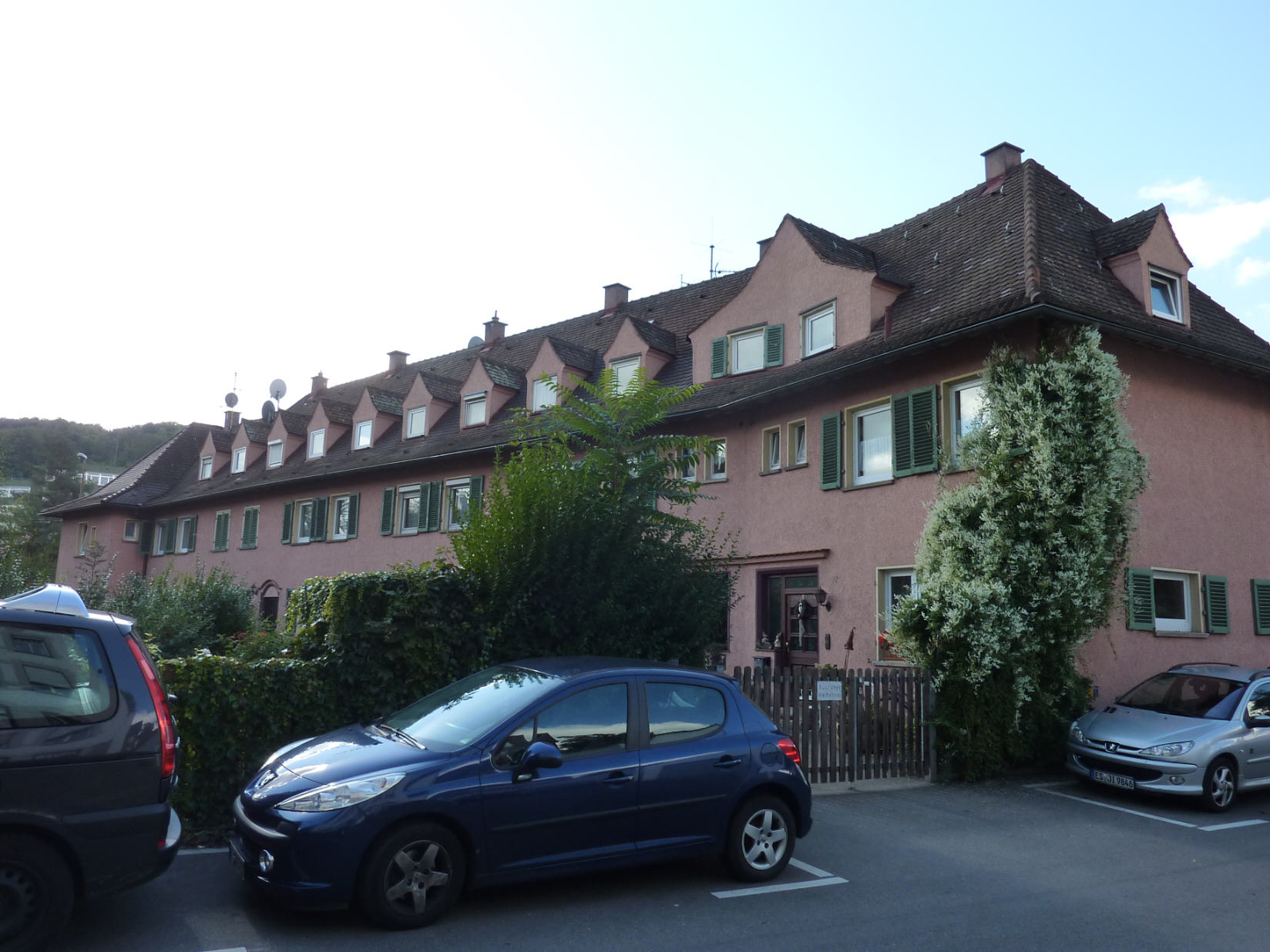
Arbeitersiedlung der Kammgarnspinnerei Merkel & Kienlin in Esslingen, Baujahr 1922.
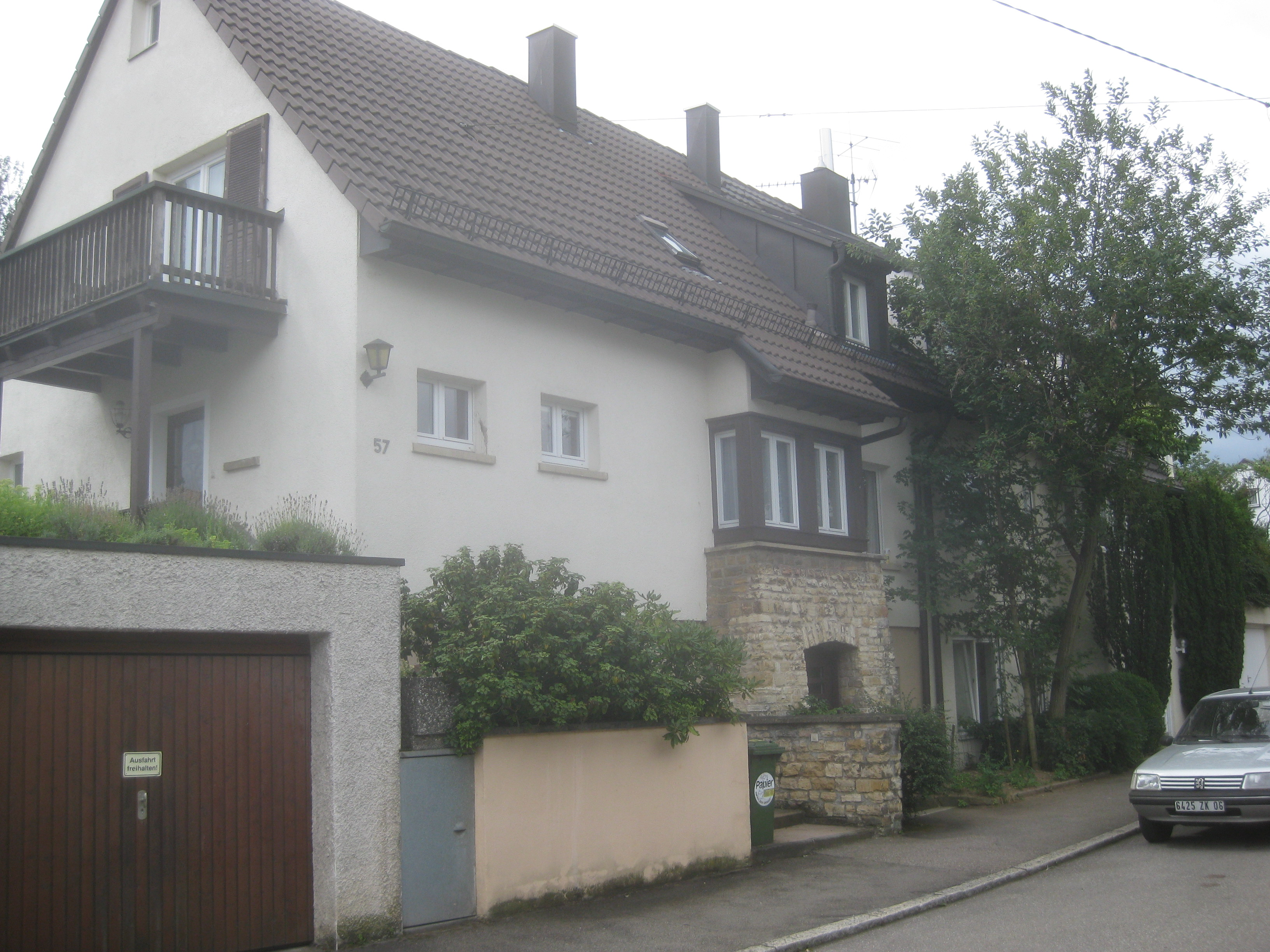
Kochenhofsiedlung, Doppelhaushälfte (heutiger Zustand), Otto-Reiniger-Straße 57, Baujahr 1933.

## Eitel & Steigleder
Mit dem Bau des WMF-Geschäftshauses 1906–1907 begann die Zusammenarbeit zwischen Albert Eitel und dem zehn Jahre jüngeren Architekten Eugen Steigleder. 1908 richtete Eitel im vierten Obergeschoss dieses repräsentativen Gebäudes sein Bureau für Architektur und Innenausstattung ein. Bis zu diesem Jahr hatten Eitel und Steigleder außer dem WMF-Haus bereits fünf gemeinsame Projekte durchgeführt: den Bau zweier Villen und eines Doppelhauses sowie den Umbau des Schlosses Kleiningersheim und des Warenhauses Kaiserhof in Stuttgart. Im folgenden Jahr trat Steigleder formell in Eitels Bureau für Architektur und Innenausstattung ein. Aus der darauffolgenden Zusammenarbeit von 1909 bis 1913 gingen noch einmal mindestens 15 Bauwerke hervor, von denen einige teilweise weithin Beachtung fanden.
Im Jahr 1913 oder 1914 trennten sich Eitel und Steigleder, nachdem sie über 20 Bauwerke gemeinsam errichtet hatten. Steigleder behielt das Büro unter der alten Adresse bei und firmierte nunmehr als Büro für Architektur und Kunstgewerbe. Eitel führte den bisherigen Firmennamen Büro für Architektur und Innenausstattung weiter und zog spätestens 1914 in das vierte Obergeschoss des fast nebenan liegenden Kaufhausgebäudes in der Königstraße 35, das 1912 nach seinen Plänen erbaut worden war und seinem Vater und ihm gemeinsam gehörte.

## Werkliste
| Karte mit allen Standorten |
| Klicken Sie in der folgenden Zeile auf OSM, Google oder Bing. Karte mit allen Koordinaten des Abschnitts Werkverzeichnis: OSM Es wird eine OpenStreetMap-Karte, eine Google-Maps-Karte oder eine Bing-Maps-Karte mit den Standorten aller Bauwerke angezeigt. |

| Karte für einen Standort |
| Klicken Sie in der Spalte Adresse auf das Symbol . Es wird eine OpenStreetMap-Karte mit dem Standort des Bauwerks angezeigt. |

| Jahr       | #    | Bild | Beschreibung | Adresse                                                   |
| ---------- | ---- | ---- | --- | --------------------------------------------------------- |
| 1910–      |      |      | Villa. #Haenel 1909, S. 174. |                                                           |
| 1927       | K    |      | Haus Schlack. Bauherr: möglicherweise der Aalener Bankier Otto Schlack, der 1899 als Inhaber der Firma Ellwangen Schlack & Cie. und 1908 als Teilhaber der Firma Schlack & Fritsch genannt wird (Geschichte der Deutschen Bank Zweigstelle Aalen:). #Kunst 1928, S. 252, 256–257; #Muthesius 1925, S. 83, 86–87; #Pfleiderer 1929, Tafel 26–27. | Aalen, Rombacherstraße 47                                 |
| 1925–1926  |      |      | Bismarck Hotel, heute Hotel Allegro. Bauherr: Emil, Karl und Otto K. Eitel. Architekten: Albert Eitel (Fassaden und künstlerische Innenausstattung), Cornelius W. & George L. Rapp. #Innendekoration 1927; #Pfleiderer 1929, Tafel 38–40. | Chicago, La Salle Street / Randolph Street / Wells Street |
| 1922       |      |      | Arbeitersiedlung für die Kammgarnspinnerei Merkel & Kienlin. Bauherr: Johannes Merkel und Ludwig Kienlin. #Zimdars 1993, S. 215. | Esslingen am Neckar, Merkelstraße 12, 12/1–12/6           |
| 1904–1905  |      |      | Villa Furch. Bauherr: Robert Furch, Fabrikant. #Bauformen 1907, S. 164–167; #Haenel 1908, S. 268. | Esslingen am Neckar, Merkelstraße 19                      |
| 1914       |      |      | Frasch-Mausoleum. Bauherr: Hermann Frasch. #Wittko 1916, S. 33–36. | Gaildorf, Kapellenweg                                     |
| 1930–      |      |      | Haus Direktor Edgar Haverbeck. Bauherr: Firma L. Schuler. #Pfleiderer 1929, Tafel 22–24. | Göppingen, Bartenbacher Straße 40                         |
| 1927       |      |      | Haus Direktor Otto Achtermann. Bauherr: Firma L. Schuler. #Pfleiderer 1929, Tafel 25. | Göppingen, Schillerstraße 80                              |
| 1927       | N    |      | Villa Dr. Hermann Voith. Bauherr: Hermann Voith (1878–1942). #Pfleiderer 1929, Tafel 36. | Heidenheim an der Brenz, Wildstraße 23–25                 |
| 1908       |      |      | Schloss Kleiningersheim, Umbau durch Albert Eitel. Architekten: Albert Eitel, Eugen Steigleder. #saai.1. | Ingersheim, Schönblick 19                                 |
| 1905/1910~ |      |      | Doppelvilla, Ecke Glärnischstraße 2. #Klopfer 1910, S. 161, 183. | Konstanz, Seestraße 13a                                   |
| 1908       | K    |      | Ehemalige Villa des Freiherrn von Tessin. Bauherr: Julie von Siegle. Architekten: Albert Eitel, Eugen Steigleder. #Klopfer 1910, S. 150, 155, 162–167. | Ludwigsburg, Friedrichstraße 12                           |
| 1904       |      |      | Ehemalige Villa Dr. Gerok, heute Gerok- und Geschwister-Cluss-Heim. Bauherr: Dr. Gerok. #Haenel 1909, S. 137–139; #Rundschau 1906, S. 39, Tafel 34. | Ludwigsburg, Mömpelgardstraße 8                           |
| 1915+      |      |      | Mausoleum der Familie Ostertag-Siegle. Bauherr: Carl von Ostertag-Siegle. #Wittko 1916, S. 37; #Zimdars 1993, S. 366. | Ludwigsburg-Hoheneck, Bangertsweg 5                       |
| 1909       | N    |      | Ehemaliger Landsitz Hoheneck, neues Wohnhaus. Bauherr: Carl von Ostertag-Siegle. Architekten: Albert Eitel, Eugen Steigleder. #saai.2; #Wittko 1916, S. 56–58, Tafel 12. | Ludwigsburg-Hoheneck, Parkstraße 30                       |
| 1911–1920+ | N    |      | Ehemaliger Landsitz Hoheneck, Kegelbahn, Atelierhaus und Gästehaus. Bauherr: Carl von Ostertag-Siegle. #saai.2; #Wittko 1916, S. 56–58, Tafel 12. | Ludwigsburg-Hoheneck, Parkstraße 30                       |
| 1917–      |      |      | Ehemaliger Landsitz Hoheneck, Toranlage mit Pförtnerhaus (rechts). Bauherr: Carl von Ostertag-Siegle. #saai.2; #Wittko 1916, S. 56–58, Tafel 12. | Ludwigsburg-Hoheneck, Parkstraße 34                       |
| 1915–      |      |      | Wohnhaus Heinrich Scheufelen, Umbau von Albert Eitel. Bauherr: Heinrich Scheufelen. #Kunst 1925, S. 11–16, 18–19, Tafeln vor Seite 1 und 17; #Pfleiderer 1929, Tafel 32–33. | Oberlenningen, Adolf-Scheufelen-Straße                    |
| 1915–      |      |      | Papierfabrik Scheufelen, ehemalige Kohlenhalle. Bauherr: Papierfabrik Scheufelen. #Kunst 1925, S. 13. | Oberlenningen, Adolf-Scheufelen-Straße                    |
| 1915–      |      |      | Papierfabrik Scheufelen, Pförtnerhaus, ehemals Fahrradschuppen für Mitarbeiter. Bauherr: Papierfabrik Scheufelen. #Kunst 1925, S. 13–14, 32. | Oberlenningen, Adolf-Scheufelen-Straße                    |
| 1915–      |      |      | Wohnhaus Adolf Scheufelen, Um- und Erweiterungsbau von Albert Eitel. Bauherr: Adolf Scheufelen. #Kunst 1925, S. 16–17, 20–27. | Oberlenningen, Adolf-Scheufelen-Straße 20                 |
| 1915–      |      |      | Papierfabrik Scheufelen, Verwaltungsgebäude, Um- und Erweiterungsbau von Albert Eitel. Bauherr: Papierfabrik Scheufelen. #Kunst 1925, S. 3–9, 14. | Oberlenningen, Adolf-Scheufelen-Straße 26                 |
| 1926–      |      |      | Arbeiterdoppelwohnhaus. Bauherr: Papierfabrik Scheufelen. #Kunst 1925, S. 17, 29. | Oberlenningen, Amtgasse 6–8                               |
| 1915–      |      |      | Aquädukt für die Wasserkraftanlage der Papierfabrik Scheufelen. Bauherr: Papierfabrik Scheufelen. #Kunst 1925, S. 17. | Oberlenningen, Etterstraße                                |
| 1921       |      |      | Doppelwohnhaus des Schultheissen und eines Lehrers. Bauherr: Gemeinde Oberlenningen. #Kunst 1925, S. 17, 28. | Oberlenningen, Gutenberger Straße 13–15                   |
| 1925–1926  |      |      | Turn- und Festhalle; Bauherr: Papierfabrik Scheufelen und Gemeinde Oberlenningen; plastischer Schmuck von Bildhauer Ulfert Janssen, Stuttgart #May 1926, #Pfleiderer 1929, Tafel 7–8, 11. | Oberlenningen, Heerweg 23–25                              |
| 1925–1926  |      |      | Gemeindehaus, heute Kindergarten; Bauherr: Papierfabrik Scheufelen und Gemeinde Oberlenningen; plastischer Schmuck von Bildhauer Josef Zeitler; Foto: Eingang #May 1926, #Pfleiderer 1929, Tafel 9–10. | Oberlenningen, Tobelstraße 8                              |
| 1926–      | ?    |      | Haus Krauss. Bauherr: Krauss. #Muthesius 1925, S. 84, 86. | Stuttgart                                                 |
| 1905       | K    |      | Wohnhaus und Atelier für Karl Donndorf #Galic 2009, S. 14; #Kurz 2007, S. 71; #Stuttgart 2008. | Stuttgart, Ameisenbergstraße 82                           |
| 1926–1929  | K    |      | Büro- und Geschäftshaus „Hindenburgbau“; Bauherr: Industriehof-AG (#Breuer 1990, S. 98); Architekten: Albert Eitel, Paul Schmohl, Georg Stähelin und Richard Bielenberg #Heißenbüttel 1979, S. 193; #Schmidt 2006, S. 157–158, 553–555; #Ströhmfeld 1928; #Stuttgart 2008; #Wörner 2006, Nr. 2.                                                 | Stuttgart, Arnulf-Klett-Platz 1–3                         |
| 1908–1910  |      |      | Erweiterungsbau des Marienhospitals | Stuttgart, Böheimstraße 37                                |
| 1925–1926  |      |      | Kino „Metropol“, früher „UFA-Palast“, dann „Metropol-Palast“; Bauherr: Industriehof-AG; Architekten: Albert Eitel, Bielenberg & Moser; Schmohl & Staehelin (unter Einbeziehung des dreibogigen Portals des alten Stuttgarter Bahnhofs) #Breuer 1990; #saai.1.                                                                                   | Stuttgart, Bolzstraße 10                                  |
| 1934–1939  | K    |      | Bauabschnitt Botnanger Straße 6–14 der Vogelsangsiedlung, Foto: Nr. 8–14 (von rechts nach links). Architekten: Albert Eitel, Hans Eitel; Paul Bonatz (Idee); Richard Döcker; Ludwig Eisenlohr; Karl Gonser; Karl Hengerer; Paul Schmohl. #Bonatz 1934, S. 218, 225; #Stuttgart 2008; #Wörner 2006, Nr. 103.                                     | Stuttgart, Botnanger Straße 6–14                          |
| 1919–1920  |      |      | Durlehausiedlung in Weilimdorf. Siehe Sickingenstraße 1–17. | Stuttgart, Bundschuhstraße 2–20                           |
| 1908       | N    |      | Wohnhaus Alexander Dühmig. Bauherr: Alexander Philhipp Dühmig, Major a. D., † 27. August 1937 in Stuttgart. #Klopfer 1910, S. 168–169. | Stuttgart, Danneckerstraße 52                             |
| 1899–1900  | K    |      | Villa Paul Bauer. Bauherr: Paul Bauer, Kommerzienrat. Foto: 1903. #Bautechnische 1907, S. 29; #Breig 2004, S. 136–138; #Lang 1906, S. 33, 35; #Rundschau 1903, S. 30, Tafel 25; #Stuttgart 2008; #Zell 1905, S. 37. | Stuttgart, Etzelstraße 27                                 |
| 1909       | K    |      | Doppelwohnhaus Albert Eitel. Bauherr: Albert Eitel. #Klopfer 1910, S. 150, 161, 176–179, #Stuttgart 2008. | Stuttgart, Fraasstraße 5–7                                |
| 1909       | K    |      | Doppelwohnhaus Albert Eitel. | Stuttgart, Fraasstraße 5–7                                |
| 1912       | K    |      | Villa Anna Schiedmayer. Bauherr: Anna Schiedmayer, Frau von Max Schiedmayer. Architekten: Albert Eitel, Eugen Steigleder. #Breig 2004, S. 148–149; #Galic 2009, S. 10; #Kurz 2007, S. 225; #Wittko 1916, S. 38–39. | Stuttgart, Fraasstraße 9                                  |
| 1908       | N    |      | Haus der Marienpflege, Ansicht. #Klopfer 1910, S. 149, 180–181; #Pfleiderer 1929, Tafel 5. | Stuttgart, Fritz-Elsas-Straße, früher Gartenstraße 27     |
| 1903       |      |      | Landhaus Dr. Paul Milczewsky. Bauherr: Dr. Paul Milczewsky, Rechtsanwalt. #Bautechnische 1907, S. 30; #Breig 2004, S. 153–155; #Galic 2009, S. 8; #Haenel 1909, S. 170–171; #Kurz 2007, S. 50, 226; #Lang 1906, S. 33, 35; #ZentralblBauverw 1904; #Württembergische 1903, S. 28–29, 36–37; #Zell 1905, S. 141–142.                             | Stuttgart, Gänsheidestraße 15                             |
| 1902       |      |      | Landhaus Marie Helmke. Bauherr: Marie Helmke, Witwe des Privatiers Ludwig Helmke. #Breig 2004, S. 155–156; #Galic 2009, S. 8; #Kurz 2007, S. 50; #Zell 1905, S. 37–38. | Stuttgart, Gänsheidestraße 15 a                           |
| 1905       |      |      | Villa Max Schiedmayer. Bauherr: Max Schiedmayer, Pianofortefabrikant. #Galic 2009, S. 9; #Kurz 2007, S. 51. | Stuttgart, Gerokstraße 13 b                               |
| 1912       | K    |      | Villa des Freiherrn von Starkloff. Bauherr: Freiherr von Starkloff. Architekten: Albert Eitel, Eugen Steigleder. #Breig 2004, S. 176–178; #Galic 2009, S. 8; #Stuttgart 2008; #Wittko 1916, S. 40–42. | Stuttgart, Gerokstraße 33                                 |
| 1913       |      |      | Wohnhaus Fräulein Anna Franck. Bauherr: Fräulein Anna Franck. #Breig 2004, S. 178–182; #Haenel 1913, S. 102–103; #Muthesius 1925, S. 85–86, 118; #Wittko 1916, S. 43–55, Tafel 9–11. | Stuttgart, Gerokstraße 49                                 |
| 1919–1920  |      |      | Durlehausiedlung in Weilimdorf. Siehe Sickingenstraße 1–17. | Stuttgart, Goslarer Straße 27–45                          |
| 1910       | K    |      | Karl-Olga-Krankenhaus, Charlottenbau. Architekten: Albert Eitel, Eugen Steigleder. #Bauhütte 1913, S. 310, 314; #Bauwelt 1912, Nr. 6, S. 38–39; #Galic 2009, S. 22; #Pfleiderer 1929, Tafel 35. | Stuttgart, Hackstraße 61                                  |
| 1919       | K    |      | Villa Raupp und Fein, Albert Eitel: Anbauten. #Stuttgart 2008. | Stuttgart, Hasenbergsteige 26                             |
| 1908       | K    |      | Villa Reisser. Bauherr: Alfred Reisser, Fabrikant. Architekten: Albert Eitel, Eugen Steigleder. #Breig 2004, S. 195–197; #Klopfer 1910, S. 150, 170–175; #Rundschau 1910, S. 80, Tafel 68–69. | Stuttgart, Hasenbergsteige 37                             |
| 1908       | K    |      | Doppelhaus. Architekten: Albert Eitel, Eugen Steigleder. #Baumeister 1910, Heft 2, S. 16, Tafel 15–16; #Stuttgart 2008. | Stuttgart, Hauptstätter Straße 45–47                      |
| 1906       | K    |      | Wohnhaus Karl Krause. Bauherr: Karl Krause, Oberstleutnant a. D. #Architektur 1911, Heft 3, S. 28–29, Tafel 56; #Bauformen 1908, S. 174; #Breig 2004, S. 234–235; #Stuttgart 2008. | Stuttgart, Haußmannstraße 32, früher Kanonenweg           |
| 1911       |      |      | Wohnhaus. Bauherr: Paul Goldschmidt, Fabrikant #Häuselmann 1916, S. 140; #Kurz 2007, S. 120, 225. | Stuttgart, Heidehofstraße 9                               |
| 1912       | K    |      | Ehemaliges Kutscherhaus der Villa des Freiherrn von Starkloff in der Gerokstraße 33. Architekten: Albert Eitel, Eugen Steigleder. #Galic 2009, S. 8; #Stuttgart 2008. | Stuttgart, Hillerstraße 9 a                               |
| 1904–1905  | K    |      | Miethaus. #Architektur 1906, S. 5–6, Tafel 11–12; #Bauformen 1905, S. 72, Tafel 48; #Stuttgart 2008. | Stuttgart, Hohenstaufenstraße 17 a–b                      |
| 1899–1900  | K    |      | Wohnhaus Emil Eitel (Vater von Albert Eitel). Bauherr: Emil Eitel. #Architektur 1901, S. 7, Tafel 10; #Bauhütte 1906, S. 353; #Bautechnische 1907, S. 29; #Breig 2004, S. 325–326; #Lang 1906, S. 33, 35 (oder Humboldtstraße 12); #Rundschau 1903, S. 7, Tafel 6; #Stuttgart 2008; #Zell 1905, S. 3; #Zimdars 1993, S. 768.                    | Stuttgart, Humboldtstraße 8                               |
| 1899–1900  | K    |      | Wohnhaus Konsul Franz Scharpff. Bauherr: Konsul Franz Scharpff. #Breig 2004, S. 328–330; #Lang 1906, S. 33, 35 (oder Humboldtstraße 8); #Rundschau 1903, S. 63, Tafel 58; #Stuttgart 2008; #Zell 1905, S. 142–143. | Stuttgart, Humboldtstraße 12                              |
| 1910       |      |      | Wohnhaus Maurer. Bauherr: Wilhelm Maurer, Landgerichtsrat. Architekten: Albert Eitel, Eugen Steigleder. #Breig 2004, S. 330–331. | Stuttgart, Humboldtstraße 18                              |
| 1910       | K    |      | Wohnhaus Emil Eitel (Vater von Albert Eitel). Bauherr: Emil Eitel. Architekten: Albert Eitel, Eugen Steigleder. #Breig 2004, S. 331–332; #Rundschau 1913, Heft 8, S. VII; #Stuttgart 2008. | Stuttgart, Humboldtstraße 20                              |
| 1908       |      |      | Verwaltungsgebäude der Evangelischen Kirchenpflege, Wettbewerb, 1. Preis, Realisierung unbekannt. #Bauzeitung 1908, S. 77–81. | Stuttgart, Jägerstraße                                    |
| 1916       | K    |      | Landwirtschaftliche Genossenschafts-Zentralkasse, heute Arbeitsgericht. Bauherr: Landwirtschaftliche Genossenschafts-Zentralkasse. #Bauzeitung 1916, S. 1–4; #Pfleiderer 1929, Tafel 4; #Stuttgart 2008; #Zimdars 1993, S. 766. | Stuttgart, Johannesstraße 86                              |
| 1911–      |      |      | Gartenwohnhaus von Julie von Siegle. Bauherr: Julie von Siegle. Architekten: Albert Eitel, W. Kull. Zwischen 1955 und 1961 abgerissen. #Hagel 1989; #Klopfer 1910, S. 149–150, 155–160; #Kunst 1911, S. 365–368; #Pfleiderer 1929, Tafel 16. | Stuttgart, Karlshöhe (Biergarten auf der Karlshöhe)       |
| 1911–      |      |      | Biergarten auf der Karlshöhe, ehemals Gartenwohnhaus von Julie von Siegle. | Stuttgart, Karlshöhe (Biergarten auf der Karlshöhe)       |
| 1911–      |      |      | Biergarten auf der Karlshöhe, Puttengruppe des ehemaligen Gartenwohnhauses von Julie von Siegle. | Stuttgart, Karlshöhe (Biergarten auf der Karlshöhe)       |
| 1908       | K    |      | Eckhaus an der Weberstraße. #Baumeister 1910, Heft 2, S. 17 (Katharinenstraße 13?); #Rundschau 1909, S. 72, Tafel 71; #Stuttgart 2008. | Stuttgart, Katharinenstraße 15                            |
| 1909       | K    |      | Altes Schauspielhaus. Bauherr: Stuttgarter Theaterbau-AG. Architekten: Albert Eitel, Eugen Steigleder. #Architektur 1910, Heft 4, S. 31–32, Tafel 79–80; #Bauhütte 1913, S. 369, 374; #Bernhard 1984; #Bongartz 1982, S. 152–153; #Deutsche 1910; #Fechner 2009; #Klopfer 1910, S. 149–154; #Pfleiderer 1929, Tafel 1–2; #Wörner 2006, Nr. 15.  | Stuttgart, Kleine Königstraße 7–9                         |
| 1906–1908  | K    |      | Kleiner Kursaal in Stuttgart-Bad Cannstatt, Straßenseite, Foto 2014. Bauherr: Stadt Stuttgart. #Bauformen 1909, S. 134–144; #Bauzeitung 1906, S. 1, 45; #Pfleiderer 1929, Tafel 6; #Schmidt 2006, S. 262; #Stuttgart 1987; #Stuttgart 2008; #Wörner 2006, Nr. 264; #Zimdars 1993, S. 27.                                                        | Stuttgart, Königsplatz 1                                  |
| 1906–1907  | N    |      | Geschäftshaus Württembergische Metallwarenfabrik (WMF). Bauherr: WMF. Architekten: Albert Eitel, Eugen Steigleder. Fassadenfiguren von Georg Wrba. #Architektur 1911, Heft 3, S. 33–34, Tafel 67; #Bauformen 1908, S. 41–43, 48; #Pfleiderer 1929, Tafel 3; #Rundschau 1908, Heft 7, S. 56, Tafel 53–54.                                        | Stuttgart, Königstraße 31B                                |
| 1912       | N    |      | Württemberger Kunstgewerbehaus von Johannes Rominger (Romingerbau). Bauherr: Johannes Rominger. #Bauhütte 1913, S. 596, 601; #Bauzeitung 1914, S. 165; #Häuselmann 1916, S. 125–126; #Neudeutsche 1914, S. 499, 504; #Rundschau 1913, Heft 8, S. IX–X, Tafel 126.                                                                               | Stuttgart, Königstraße 35                                 |
| 1918–1919  | K    |      | Kleinwohnungssiedlung in Stuttgart-Wangen, Teilansicht. Bauherr: Stadt Stuttgart. #Bauzeitung 1916, S. 21–23; #Bauzeitung 1917, S. 74; #saai.1; #Stuttgart 2008. | Stuttgart, Laupheimer Straße, früher Krämerstraße 1–7     |
| 1918–1919  | K    |      | Kleinwohnungssiedlung in Stuttgart-Wangen, Teilansicht. Siehe Laupheimer Straße 1–7. | Stuttgart, Laupheimer Straße, früher Krämerstraße 9A–9L   |
| 1924/1925  |      |      | Haus Julius Link (Haupthaus von Bäumen verdeckt am Hang). Bauherr: Julius Link, Schuhfabrikdirektor in Balingen. #Kunst 1928, Tafel vor Seite 249, S. 249–253; #Pfleiderer 1929, Tafel 27–30. | Stuttgart, Lenzhalde 54 A                                 |
| 1913       | K    |      | Miethaus Albert Eitel. Bauherr: Albert Eitel. #Breig 2004, S. 366–367; #Galic 2009, S. 10; #Stuttgart 2008. | Stuttgart, Libanonstraße 3                                |
| 1913       |      |      | Doppelwohnhaus. Bauherr: Albert Eitel. #Adressbücher 1913. | Stuttgart, Libanonstraße 4–6                              |
| 1908       | N    |      | Kaiserhof, Warenhaus Geschwister Knopf. Bauherr: Geschwister Knopf. Architekten: Albert Eitel, Eugen Steigleder. #Architektur 1910, Heft 4, S. 39, Tafel 99; #Bauwelt 1913, Nr. 5, S. 25–26, 28; #Klopfer 1910, S. 41; #Neudeutsche 1909, S. 323; #Neudeutsche 1910, Tafel 48; #Pfleiderer 1929, Tafel 4; #Rundschau 1910, Tafel 48.            | Stuttgart, Marienstraße 10                                |
| 1910–1911  | K    |      | Villa Gemmingen. Bauherr: Fritz Freiherr von Gemmingen-Hornberg (1860–1924). Architekten: Albert Eitel, Eugen Steigleder. #Baer 1913; #Breig 2004, S. 378–380; #Häuselmann 1916, S. 135, 138–139; #Neudeutsche 1914, S. 500–501, 504; #Pfleiderer 1929, Tafel 12–15; #Stuttgart 2008; #Wörner 2006, Nr. 120; #Zimdars 1993, S. 768.             | Stuttgart, Mörikestraße 12–12A                            |
| 1909–      | K    |      | Villa Ostertag-Siegle, Tanzsaal. Bauherr: Carl von Ostertag-Siegle. #Haenel 1908, S. 111–112, Tafel nach 112. | Stuttgart, Mörikestraße 24                                |
| 1905       | K    |      | Garten der Villa Ostertag-Siegle, heute Städtisches Lapidarium Stuttgart, Blick auf das untere Gartenparterre und den Wandelgang. Bauherr: Carl von Ostertag-Siegle. #Lambert 1910; #Pfleiderer 1929, Tafel 16; #Stuttgart 2008. | Stuttgart, Mörikestraße 24/1                              |
| 1909       | K    |      | Automobil-Remise mit Chauffeurwohnung der Villa Ostertag-Siegle. Bauherr: Carl von Ostertag-Siegle. Architekten: Albert Eitel, Eugen Steigleder. #Stuttgart 2008. | Stuttgart, Mörikestraße 24 B                              |
| 1918–1919  | K    |      | Kleinwohnungssiedlung in Stuttgart-Wangen, Teilansicht. Siehe Laupheimer Straße 1–7. | Stuttgart, Nähterstraße 26–30                             |
| 1927/1928  | T    |      | Städtische Wohnsiedlung Sickstraße. Siehe Sickstraße 44–46. | Stuttgart, Obernitzstraße, früher Adolfstraße 14–16       |
| 1927/1928  | T    |      | Städtische Wohnsiedlung Sickstraße. Siehe Sickstraße 44–46. | Stuttgart, Ostendstraße 4–6                               |
| 1933       |      |      | Kochenhofsiedlung Nr. 12, Doppelhaushälfte, Ansicht von Norden. Architekten: Albert Eitel, Hans Eitel; Paul Weber; Eugen Kiemle. #Heißenbüttel 1979, S. 201; #Plarre 2001; #Schmidt 2006, S. 84–86. | Stuttgart, Otto-Reiniger-Straße 57                        |
| 1923       | ?    |      | Haus Scheufelen. Bauherr: Adolf Scheufelen oder Heinrich Scheufelen. #Kunst 1928, S. 249, 252, 258; #Pfleiderer 1929, Tafel 31. | Stuttgart, Pfizerstraße 2B?                               |
| 1923       | K    |      | Wohnhaus Albert Eitel. Bauherr: Albert Eitel. #Breig 2004, S. 419–421; #Kunst 1928, S. 249, 252, 255; #Muthesius 1925, S. 83; #Pfleiderer 1929, Tafel 17–21; #Stuttgart 2008. | Stuttgart, Pischekstraße 53                               |
| 1919–1920  |      |      | Durlehausiedlung in Weilimdorf. Siehe Sickingenstraße 1–17. | Stuttgart, Ratgebstraße 6–20                              |
| 1921–1922  | K    |      | Villa Zarges. Bauherr: Emil Zarges, Konsul. #Breig 2004, S. 445–446; #Stuttgart 2008. | Stuttgart, Richard-Wagner-Straße 39                       |
| 1904–1905  |      |      | Miethaus. #Architektur 1906, S. 5–6, Tafel 10–12; #Haenel 1913, S. 108–109; #Klopfer 1910, S. 182. | Stuttgart, Römerstraße 2                                  |
| 1909       | K    |      | Mietdoppelhaus Römerstraße 73 (Eckhaus) / Tulpenstraße 28 (durch Neubau rechts daneben ersetzt). Architekten: Albert Eitel, Eugen Steigleder. #Bauhütte 1914, S. 102, 104; #Stuttgart 2008. | Stuttgart, Römerstraße 73                                 |
| 1907       | K    |      | Drei Miethäuser. Architekten: Albert Eitel, Carl Reissing; Werkmeister. #Stuttgart 2008. | Stuttgart, Römerstraße 76–80                              |
| 1901–1902  | K, T |      | Sechs Einfamilienhäuser, nur Nr. 77, 79 und 85 erhalten. Architekten: Albert Eitel, Rudolf Schweitzer. #Bauhütte 1906, S. 352–353; #Lang 1906, S. 29, 31, Tafel 19–20; #Rundschau 1903, S. 80, Tafel 79; #ZentralblBauverw 1905; #Stuttgart 2008; #Zell 1905, S. 1–2.                                                                           | Stuttgart, Römerstraße 77–87                              |
| 1901–1902  | K, T |      | Foto: 1903. | Stuttgart, Römerstraße 77–87                              |
| 1901–1902  | T    |      | Sechs Einfamilienhäuser, nur Nr. 77, 79 und 85 erhalten. | Stuttgart, Römerstraße 77–87                              |
| 1930–      | W    |      | Wohnhaus. #Pfleiderer 1929, Tafel 34. | Stuttgart, Rotenwaldstraße                                |
| 1927/1928  |      |      | Vier Einfamilienhäuser. #Pfleiderer 1929, Tafel 37. | Stuttgart, Rotenwaldstraße 83A–B, 85A–B                   |
| 1919–1920  |      |      | Durlehausiedlung in Weilimdorf (an der Durlehaustraße), Sickingenstraße 1–17, Ratgebstraße 6–20 Bundschuhstraße 2–20 und Goslarer Straße 27–45. Foto: Sickingenstraße 1 ff. Bauherr: Siedlungsverein Groß-Stuttgart. Architekten: Albert Eitel, Bonatz & Scholer. #Heißenbüttel 1979, S. 185; #Konkurrenzen 1917.                               | Stuttgart, Sickingenstraße 1–17                           |
| 1927/1928  | T    |      | Städtische Wohnsiedlung Sickstraße, 3 × 2 Doppelhäuser, Obernitzstraße 14–16, Sickstraße 44–46 und Ostendstraße 4–6, dazwischen früher je ein anderthalbstöckiges Haus. Bauherr: Stadtgemeinde Stuttgart. #Pfleiderer 1929, Tafel 37. | Stuttgart, Sickstraße 44–46                               |
| 1910       | K    |      | Mehrfamilienhaus. Architekten: Albert Eitel, Eugen Steigleder. #Stuttgart 2008. | Stuttgart, Stafflenbergstraße 16                          |
| 1904–1905  |      |      | Wohnhaus Willy Schönwetter. Bauherr: Willy Schönwetter, Rittmeister a. D. #Architektur 1906, S. 16–17, Tafel 29; #Bauformen 1906, S. 95–96; #Bauhütte 1906, S. 352–353; #Breig 2004, S. 471–473. | Stuttgart, Stafflenbergstraße 32                          |
| 1911       | N    |      | Miethaus. Bauherr: Johann Grüninger. Architekten: Albert Eitel, Eugen Steigleder. #Bauhütte 1913, S. 466. | Stuttgart, Tulpenstraße 24                                |
| 1909       |      |      | Mietdoppelhaus Römerstraße 73 (Eckhaus links) / Tulpenstraße 28 (durch Neubau rechts daneben ersetzt). Architekten: Albert Eitel, Eugen Steigleder. #Bauhütte 1914, S. 102, 104; #Stuttgart 2008. | Stuttgart, Tulpenstraße 28                                |
| 1918–1919  | K    |      | Kleinwohnungssiedlung in Stuttgart-Wangen, Teilansicht. Siehe Laupheimer Straße 1–7. | Stuttgart, Ulmer Straße, früher Hauptstraße 312–316       |
| 1907–      | N    |      | Doppelwohnhaus, nicht erhalten. #Bautechnische 1907, S. 27–28; #Lang 1906, S. 29, 34. | Stuttgart, Werastraße                                     |
| 1905       |      |      | Landhaus. #Schmohl 1906, S. 9. | Tannheim, Eggmannstraße 29                                |

## Mitgliedschaften
- Deutscher Werkbund (DWB)[59]
- Bund Deutscher Architekten (BDA)[60]
- Aufsichtsratsmitglied der Bahnhofplatz-Gesellschaft Stuttgart AG, der Industriehof-AG, der Schloßgartenbau-AG und der Württembergische AG für Bauausführungen[61]

### Werke
Die Waetzoldt-Nummern in Klammern, z. B. (Waetzoldt 66575), beziehen sich auf die Nummerierung in #Waetzoldt 1977 (Bibliographie zur Architektur im 19. Jahrhundert).
- Die Architektur des XX. Jahrhunderts. 1. Jahrgang 1901, Heft 1, S. 7, Tafel 10. (Waetzoldt 66575)
- Die Architektur des XX. Jahrhunderts. 6. Jahrgang 1906, Heft 1, S. 5–6, Heft 2, S. 16–17, Tafeln 10–12, 29, 67. (Waetzoldt 66601, 72324)
- Die Architektur des XX. Jahrhunderts 10. Jahrgang 1910, Heft 4, S. 31–32, 39, Tafeln 79–80, 99. (Waetzoldt 39565, 49345)
- Die Architektur des XX. Jahrhunderts. 11. Jahrgang 1911, Heft 3, S. 28–29, 33–34, Tafeln 56, 67. (Waetzoldt 48574, 66579)
- Casimir Hermann Baer: Das Haus Fr. von Gemmingen in Stuttgart von den Architekten Eitel & Steigleder, Stuttgart. In: Moderne Bauformen. 12. Jahrgang 1913, S. 43–64, Tafel 7 nach Seite 48, Tafel 8 nach Seite 50.
- Moderne Bauformen. 4. Jahrgang 1905, S. 72, Tafel 48. (Waetzoldt 73464)
- Moderne Bauformen. 5. Jahrgang 1906, S. 95–96. (Waetzoldt 66599)
- Moderne Bauformen. 6. Jahrgang 1907, S. 164–167. (Waetzoldt 63982)
- Moderne Bauformen. 7. Jahrgang 1908, S. 41–43, 48, 174. (Waetzoldt 48573, 66576)
- Moderne Bauformen. 8. Jahrgang 1909, S. 134–144. (Waetzoldt 45291)
- Deutsche Bauhütte. 10. Jahrgang 1906, S. 352–353. (Waetzoldt 66600 = 72295)[62]
- Deutsche Bauhütte 17. Jahrgang 1913, S. 310, 314, 369, 374, 466, 596, 601. (Waetzoldt 38747, 39566, 44362, 72335)
- Deutsche Bauhütte. 18. Jahrgang 1914, S. 102–104. (Waetzoldt 72336)
- Julius Baum (Bearb.), Max Diez (Mitarb.): Die Stuttgarter Kunst der Gegenwart. Stuttgart 1913, S. 252–253, 255, 295.
- Der Baumeister. 8. Jahrgang 1910, Heft 2, S. 16–17, Tafeln 15–16. (Waetzoldt 69991, 69994)
- Bautechnische Zeitschrift. 22. Jahrgang 1907, S. 27–28, Beilage Nr. 4. (Waetzoldt 60573, 66522, 66524, 66572)
- Die Bauwelt 3. Jahrgang 1912, Nr. 6, S. 38–39. (Waetzoldt 44361)
- Die Bauwelt. 4. Jahrgang 1913, Nr. 5, S. 25–26, 28. (Waetzoldt 49346)
- Bauzeitung für Württemberg, Baden, Hessen, Elsass-Lothringen. 3. Jahrgang 1906, S. 1, 4. (Waetzoldt 45293)
- Bauzeitung für Württemberg, Baden, Hessen, Elsass-Lothringen. 5. Jahrgang 1908, S. 77–81. (Waetzoldt 28916)
- Bauzeitung für Württemberg, Baden, Hessen, Elsass-Lothringen. 11. Jahrgang 1914, S. 164–166. (Waetzoldt 38751)
- Bauzeitung für Württemberg, Baden, Hessen, Elsass-Lothringen. 13. Jahrgang 1916, S. 1–4, 21–23. (Waetzoldt 50811, 74075)
- Bauzeitung für Württemberg, Baden, Hessen, Elsass-Lothringen. 14. Jahrgang 1917, S. 74. (Waetzoldt 74074)
- Rudolph Bernhard: Das alte Schauspielhaus. Kleinod im Herzen Stuttgarts. Gerlingen 1984.
- Paul Bonatz: Die Stuttgarter Hangsiedlung „Im Vogelsang“. In: Moderne Bauformen. 33. Jahrgang 1934, S. 209–228, insbes. Seiten 218, 225.
- Norbert Bongartz: Das Schauspielhaus. In: Dreimal Theater in Stuttgart. In: Denkmalpflege in Baden-Württemberg. 11/12. Jahrgang 1982/1983, S. 152–153.
- Christine Breig: Der Villen- und Landhausbau in Stuttgart 1830–1930. (= Veröffentlichungen des Archivs der Stadt Stuttgart. Band 84.) 1. Auflage, Hohenheim Verlag, Stuttgart / Leipzig 2001, ISBN 3-89850-964-8. (2. Auflage 2004)
- Judith Breuer: Der ehemalige Metropol-Palast in Stuttgart. Eines der letzten deutschen Lichtspieltheater von großstädtischem Format. In: Denkmalpflege in Baden-Württemberg. 19. Jahrgang 1990, S. 97–107. (Exzerpt online bei www.baufachinformation.de)
- Das Stuttgarter Schauspielhaus. In: Deutsche Bauzeitung. 44. Jahrgang 1910, Nr. 51 (vom 25. Juni 1910), S. 393–396, Tafel vor 393. (Waetzoldt 39564) (Hefte 44–52 online als PDF-Dokument mit 30,7 MB)
- Gisela Fechner: Ein Jahrhundert Theatergeschichte. 100 Jahre Altes Schauspielhaus Stuttgart. Stuttgart 2009.
- Attila Galic, Jörg Kleinbeck, Gerhard Götze: Ostwege. Stuttgart-Ost neu entdecken. Weg Nr. 6 – Kulturdenkmale und Baustile. Auf architektonischen Spuren im Stuttgarter Osten. Stuttgart 2009. (online (PDF) als PDF-Dokument mit 1,8 MB)
- Kursaal. In: archINFORM. und Altes Schauspielhaus. In: archINFORM. (Texte von Markus Golser)
- Erich Haenel, Heinrich Tscharmann: Die Wohnung der Neuzeit. Leipzig 1908, S. 111–112, 268, Tafel nach 112.
- Erich Haenel, Heinrich Tscharmann: Das Einzelwohnhaus der Neuzeit. Band 1, Leipzig 1909, S. 137–141, 171, 174.
- Erich Haenel, Heinrich Tscharmann: Das Mietwohnhaus der Neuzeit. Leipzig 1913, S. 102–103, 108–109.
- Johann Friedrich Häuselmann: Neue Sonderbauten und Entwürfe für einheitliche Bebauungen in Stuttgart. In: Der Profanbau. 12. Jahrgang 1916, Nr. 11/12, S. 125–126, 135, 138–140. (Waetzoldt 38750, 66486, 66546)
- Jürgen Hagel (Hrsg.): Stuttgart-Archiv. 8 Lieferungen, Archiv-Verlag, Braunschweig 1988–1996, 03.099 (Gartenwohnhaus für Julie Siegle).
- Reinhard Heinz, Wolfgang Höschele (Fotos): 750 Jahre Weilimdorf. Geschichte und Geschichten zum Jubiläum 1993. Stuttgart-Weilimdorf 1993, S. 74–75.
- Helmut Heißenbüttel (Hrsg.), Peter Beye (Beiträge): Stuttgarter Kunst im 20. Jahrhundert. Malerei, Plastik, Architektur. Stuttgart 1979, S. 175, 178, 185, 193, 201.
- „L.“: New Bismarck-Hotel in Chicago. Moderne deutsche Einrichtungskunst in Amerika. In: Innendekoration. 38. Jahrgang 1927, S. 254–272.
- Paul Klopfer: Architekt Albert Eitel in Stuttgart. In: Moderne Bauformen. 9. Jahrgang 1910, S. 41, 149–183. (Waetzoldt 924, 14749, 39563, 44367, 49344, 65359, 66484, 66485, 67399, 72323)
- Heimstättensiedlung Weilimdorf (Wohn- und Geschäftshäuser, Wettbewerb Schwäbische Art). In: Deutsche Konkurrenzen. 33. Jahrgang 1917/1918, Heft 7/8, S. V, 1–4. (Waetzoldt 70037, 74707)
- Die Kunst, Monatshefte für freie und angewandte Kunst. 12. Jahrgang 1910/1911 (Halbband 24) = Dekorative Kunst 14. Jahrgang 1910/1911, S. 365–368.
- Die Kunst, Monatshefte für freie und angewandte Kunst. 26. Jahrgang 1924/1925 (Halbband 52) = Dekorative Kunst. 28. Jahrgang 1924/1925, S. 1–32, Tafel vor Seite 1.
- Die Kunst, Monatshefte für freie und angewandte Kunst. 29. Jahrgang 1928/1929 (Halbband 58) = Dekorative Kunst 31. Jahrgang 1927/1928, Tafel vor Seite 249, S. 249–258.
- Jörg Kurz, Ulrich Gohl (Red.): Die Gänsheide. Geschichte und Kultur. Stuttgart 2007, S. 50, 51, 71, 120, 225, 226.
- Handbuch der Architektur, 4. Teil, 10. Halbband: Die Gartenarchitektur. 2. Auflage, Leipzig 1910, S. 67–68, Fig. 75–77. (Garten der Villa Ostertag-Siegle von André Lambert und Eduard Stahl)
- Robert Lang: Über Stuttgarter Baukunst. In: Der Baumeister. 4. Jahrgang 1906, S. 29, 31, 33–35, Tafeln 19–20. (Waetzoldt 60204, 66521, 66527, 66571, 66606)
- Bruno May: Gemeinnützige Bauten in Oberlenningen-Teck Württemberg. Errichtet im Auftrag der Papierfabrik Scheufelen. Sonderdruck aus „Moderne Bauformen“. Stuttgart 1926 (Oberlenningen, Gemeindehaus und Turn- und Festhalle).
- Hermann Muthesius, Harry Maasz: Landhaus und Garten. Beispiele neuzeitlicher Landhäuser nebst Grundrissen, Innenräumen und Gärten. München 1925, S. 83–87, 118.
- Neudeutsche Bauzeitung. 5. Jahrgang 1909, S. 323. (Waetzoldt 48552)
- Neudeutsche Bauzeitung. 6. Jahrgang 1910, Tafel 48. (Waetzoldt 48553)
- Neudeutsche Bauzeitung. 10. Jahrgang 1914, S. 499–501, 504. (Waetzoldt 38749, 64218)
- Stefanie Plarre: Die Kochenhofsiedlung. Das Gegenmodell zur Weißenhofsiedlung. Paul Schmitthenners Siedlungsprojekt in Stuttgart von 1927 bis 1933. Stuttgart 2001, S. 26, 26, 62–65. (vgl. Weblinks)
- Stefanie Plarre: Die Kochenhofsiedlung. Hamburg 2002. (nur online: kochenhof-siedlung.de)
- Architektonische Rundschau. 19. Jahrgang 1903, S. 7, 30, 63, 80, Tafeln 6, 25, 58, 79. (Waetzoldt 60988, 66520, 66570, 66573)
- Architektonische Rundschau. 22. Jahrgang 1906, S. 39, Tafel 34. (Waetzoldt 65360)
- Architektonische Rundschau. 24. Jahrgang 1908, Heft 7, S. 56, Tafel 53, 54. (Waetzoldt 48570)
- Architektonische Rundschau. 25. Jahrgang 1909, Heft 5, Tafel 33 (Garten der Villa Ostertag-Siegle), Heft 9, Tafel 71 (Katharinenstraße 15), online:. (Waetzoldt 72298)
- Architektonische Rundschau. 26. Jahrgang 1910, S. 80, Tafeln 48, 68, 69. (Waetzoldt 66535)
- Architektonische Rundschau. 29. Jahrgang 1913, Heft 8, S. IX–X, sowie Heft 12, S. VII, Tafel 126. (Waetzoldt 38748, 58257)
- Südwestdeutsches Archiv für Architektur und Ingenieurbau (saai): Albert Eitel. Werkauswahl. Karlsruhe ohne Jahr, nur online: rz.uni-karlsruhe.de.
- Südwestdeutsches Archiv für Architektur und Ingenieurbau (saai): Landgut Hoheneck. Karlsruhe ohne Jahr, nur online: rz.uni-karlsruhe.de.
- -r: Neuere Wohn- und Geschäftshäuser in Stuttgart. Landhaus Milczewsky, Gänsheidestraße. Architekt: A. Eitel. In: Zentralblatt der Bauverwaltung. Nr. 41, 1904, S. 261–263, S. 265 (zlb.de). (Waetzoldt 66526)
- -r: Neuere Wohn- und Geschäftshäuser in Stuttgart. Häuser in der Römerstraße. Architekt: A. Eitel. In: Zentralblatt der Bauverwaltung. Nr. 9, 1905, S. 58–59 (zlb.de). (Waetzoldt 60205)[63]
- Annette Schmidt: Ludwig Eisenlohr. Ein architektonischer Weg vom Historismus zur Moderne. Stuttgarter Architektur um 1900. Stuttgart-Hohenheim 2006 (siehe Namen- und Firmenindex, S. 650, Stichwörter Albert, Emil und Hans Eitel).
- Landhaus in Tannheim. In: Für Bauplatz und Werkstatt. 1. Jahrgang 1906, S. 9, S. 11. (Waetzoldt 66626)
- Gustav Ströhmfeld: Hindenburgbau. Mit Nebenbauten und Planetarium in Stuttgart. Stuttgart o. J. (1928), S. 25.
- Verkehrsamt Stuttgart (Hrsg.), Hans Otto Stroheker (Abbildungen): Festschrift 150 Jahre Kursaal Bad Cannstatt (1837–1987). Stuttgart o. J. (ca. 1987), S. 23–25.
- Landeshauptstadt Stuttgart, Amt für Stadtplanung und Stadterneuerung, Untere Denkmalschutzbehörde (Hrsg.): Liste der Kulturdenkmale. Unbewegliche Bau- und Kunstdenkmale. Stuttgart 2008. stuttgart-stadtgeschichte.net (PDF; 501 kB).
- Stephan Waetzoldt (Hrsg.): Bibliographie zur Architektur im 19. Jahrhundert. Die Aufsätze in den deutschsprachigen Architekturzeitschriften 1789–1918. 8 Bände, Nendeln 1977.
- Paul Wittko: Neue Bauten von Albert Eitel. In: Moderne Bauformen. 15. Jahrgang 1916, S. 33–64, Tafel 9–12 (Digitalisat: https://doi.org/10.11588/diglit.49962.9) (Waetzoldt 923, 29285, 31529, 66523, 66533, 66534, 76082, 76083, 78586)
- Martin Wörner, Gilbert Lupfer, Ute Schulz: Architekturführer Stuttgart. Dietrich Reimer Verlag, Berlin 2006, Objekt-Nr. 2, 15, 103, 120, 264.
- Neubau des Dr. Milczewsky in Stuttgart (Villa in der Gänsheidestraße 15). In: Württembergische Bauzeitung. 1. Jahrgang 1903, S. 28–29, S. 36–37. (Waetzoldt 66531)
- Franz Zell (Hrsg.): Neuere Wohnhausbauten in Stuttgart. Erbaut von Archit. Albert[64] Eitel in Stuttgart. In: Süddeutsche Bauzeitung. 15. Jahrgang 1905, S. 1–3, 37–38, 141–143. (Waetzoldt 66487–66491, 73469)
- Dagmar Zimdars (Red.): Dehio-Handbuch der deutschen Kunstdenkmäler, Baden-Württemberg I: Die Regierungsbezirke Stuttgart und Karlsruhe. Deutscher Kunstverlag, München 1993, S. 27, 215, 366, 763, 766, 768.

### Hans und Lore Eitel
- Hans Eitel. In: Die Kunst. Monatshefte für freie und angewandte Kunst Jahrgang 40, 1938/39 = Band 80, 1939, S. 130, 148–155, 232.
- Lore Eitel. In: Die Kunst. Monatshefte für freie und angewandte Kunst Jahrgang 40, 1938/39 = Band 80, 1939, S. 159, 160.

### Archive
- Adressbücher der Stadt Stuttgart, Stadtarchiv Stuttgart.
- Familienregister der Stadt Stuttgart, Band 95, Blatt 262 (Albert Eitel),[65] Band 19, Blatt 875 (Jakob Gottfried Emil Eitel), Band 1, Blatt 1080 (Christian Friedrich Eitel), Band 10, Blatt 781 (Johann Friedrich Trost), Stadtarchiv Stuttgart.